# Massachusetts
|  | Per a altres significats, vegeu «Massachusett». |

La Mancomunitat de Massachusetts (en anglès Commonwealth of Massachusetts) és un estat dels Estats Units. S'ubica al nord-est del país. Forma part de la regió coneguda com a Nova Anglaterra (New England). Limita al nord amb els estats de Nou Hampshire i Vermont, l'est amb l'oceà Atlàntic, al sud amb els estats de Connecticut i Rhode Island, i a l'oest amb l'estat de Nova York. Té el malnom de "The Bay State" (l'estat de la badia, en referència a la Badia de Cape Cod) i els seus habitants es diuen officialment "Bay Staters" en anglès, però a vegades s'usen també altres formes, com ara Massachusettsans o Massachusettsians.

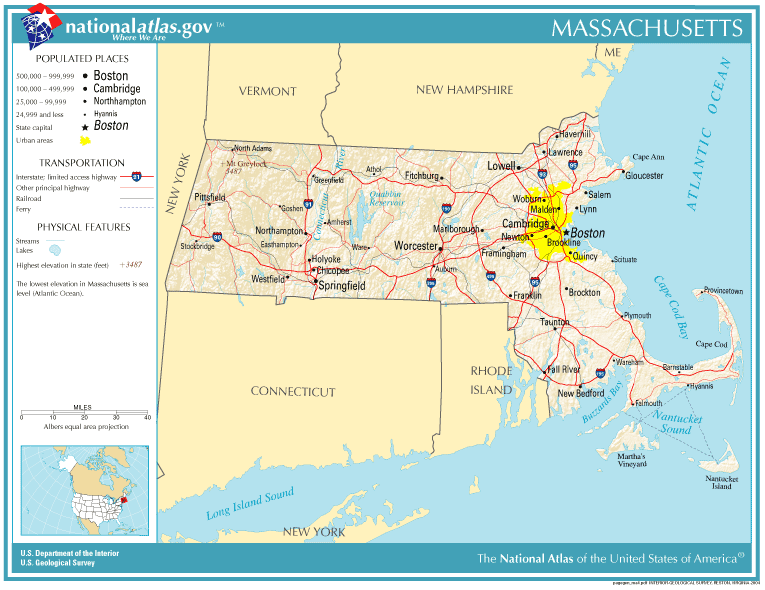
Mapa de l'estat mostrant els principals municipis i els estats circumdants.

La capital de l'estat és la ciutat de Boston, ciutat portuària situada a la badia de Boston (Boston Harbor), a l'Atlàntic i irrigada per tres rius: el riu Charles, el central, el riu Mystic per la banda nord i el riu Neponset per la banda sud. El seu governador a 2010 és el demòcrata i afroamericà Deval Patrick (des del 2007), mentre que els seus membres del senat són els demòcrates Elizabeth Warren i Ed Markey.
Històricament, Massachusetts formà part de les 13 colònies angleses originals que es van rebel·lar contra el Regne de la Gran Bretanya durant la Guerra d'Independència dels Estats Units i va tenir un paper important en la història de la formació del país. Plymouth fou el segon assentament permanent anglès a Amèrica del Nord. Molts dels municipis de Massachusetts foren fundats per colons d'Anglaterra en les dècades del 1620 i el 1630. Durant el segle xviii, Boston era coneguda com "el bressol de la llibertat" (the Cradle of Liberty) per l'agitació que va conduir a la guerra de la independència contra Gran Bretanya.
Massachusetts ha sigut capdavanter en un nombre de temes socials i polítics dels Estats Units. Va ser un centre dels moviments abolicionistes i sufragistes als segles xviii i xix. En temps moderns ha sigut tradicionalment un feu del partit Demòcrata i el 2003, va ser el primer estat a permetre el matrimoni entre persones del mateix sexe (vegeu sota Política i política social). També compta amb un dels municipis més coneguts dels EUA per la seva comunitat homosexual, Provincetown, a la punta de Cape Cod.
També ha sigut tradicionalment un feu de la filosofia puritana, el moviment de la "temperància" i del moviment filosòfic i artístic del transcendentalisme, i esdevingué tristament famosa per la cacera de les "bruixes" que es donava a Salem i l'entorn el segle xvii.

## Etimologia, nom
La "Colònia de la Badia de Massachusetts" (Massachusetts Bay Colony) va prendre el seu nom de la població indígena, els Massachusett, que parlaven un idioma algonquí. El nom d'aquesta població es pot segmentar així: mass-adchu-s-et, on mass- vol dir "gran", -adchu- vol dir "puig" o "pujol", -s- és un sufix diminutiu i -et és un sufix locatiu (que identifica un lloc). S'ha traduït com a "prop del gran pujol", o "al sistema de pujols", en referència als Blue Hills ("Pujols blaus", prop de Boston), o en particular al Great Blue Hill ("Gran Pujol Blau), que es troba entre els municipis de Milton i Canton.
D'acord amb una altra teoria, el nom de Massachusetts vindria del topònim Moswetuset, un pujol (Moswetuset Hummock, on Moswetuset vol dir "pujol amb forma de punta de fletxa") a Quincy, on el 1621 el comandant de la colònia de Plimouth, en Myles Standish, i l'indígena Squanto es van trobar amb el Cabdill Chickatawbut (en anglès: Chief Chickatawbut).
El nom oficial de l'estat és la Mancomunitat de Massachusetts ("Commonwealth of Massachusetts"). Sovint se l'anomena simplement la Mancomunitat ("the Commonwealth") de forma col·loquial. Tot i que aquesta designació forma part del nom oficial de l'estat, no té cap implicació pràctica. Massachusetts ocupa una posició igual i té els mateixos poders dins dels Estats Units que els altres estats.
L'estat és assignat l'abreviació postal "MA", tot i que "Mass." és tradicional (s'usava oficialment fins al 1987, quan es van instituir codis de dues lletres per a tots els estats dels EUA). Vegeu la llista d'abreviatures dels estats dels Estats Units.

## Política i govern

### Divisió administrativa
Massachusetts es divideix en 14 counties o comtats (sing. county, pl. counties), que vindrien a ser l'equivalent de les nostres comarques. Molts dels seus noms son repeticions de llocs existents a Anglaterra (tots excepte Nantucket, que prové d'un idioma algonquí):
Comtats: 
- Barnstable County
- Berkshire County (col·loquialment "The Berkshires")
- Bristol County
- Dukes County
- Essex County
- Franklin County
- Hampden County
- Hampshire County
- Middlesex County
- Nantucket County
- Norfolk County
- Plymouth County
- Suffolk County
- Worcester County

### Política i política social[16]
Temps moderns, segona meitat del segle xx fins avui:
| Any                          | Partit Republicà | Partit Democràtic |
| ---------------------------- | ---------------- | ----------------- |
| Eleccions presidencials 2008 | 36,20% 1.105.908 | 62,01% 1.894.067  |
| Eleccions presidencials 2004 | 36,83% 1.070.109 | 61,92% 1.803.801  |
| Eleccions presidencials 2000 | 32,51% 878.502   | 59,93% 1.616.487  |
| Eleccions presidencials 1996 | 28,11% 718.107   | 61,52% 1.571.763  |
| Eleccions presidencials 1992 | 29,04% 805.049   | 47,51% 1.318.662  |
| Eleccions presidencials 1988 | 45,42% 1.194.635 | 53.23% 1.401.416  |

Durant la segona meitat del segle xx, Massachusetts s'ha anat desplaçant des d'una posició pro-Republicana cap a una situació principalment dominada pels Demòcrates; la victòria el 1952 a les eleccions al Senat dels EUA de John F. Kennedy sobre el titular Senador Henry Cabot Lodge, Jr. és considerat el punt d'inflexió en aquesta transformació. Des d'aleshores, Massachusetts ha guanyat la reputació de ser un estat políticament liberal i sovint es menciona com a arquetip de liberalisme modern i es parla del "Massachusetts liberal". A les eleccions nacionals, a Massachusetts típicament preval el vot Demòcrata. A les eleccions del 2020, el Partit Republicà ocupa menys del 19% dels sons a les dues cambres de la Cort General de Massachusetts: a la Cambra de Representants, el resultat és de 129 escons Demòcrates, 30 Republicants i un no-inscrit; i al Senat, 37 a 3. Tot i que el Partit Republicà acaparà la posició de governador de l'estat del 1991 al 2007, aquests governadors han sigut entre els líders republicans més socialment liberals del país. A les eleccions presidencials del 2004, Massachusetts va donar 61,9% del vot a John Kerry, fill de l'estat, i va representar la seva major victòria d'entre tots els resultats estatals. A les eleccions presidencials del 2008, el candidat Barack Obama es va emportar el vot amb 61,8%. Tot i així, en unes eleccions estatals recents, les eleccions estatals de Massachusetts pel Senat dels Estats Units el 2010, el Republicà Scott Brown va derrotar a la candidata Demòcrata Martha Coakley per només 52% contra 47%.
Un nombre de temes polítics nacionals d'actualitat han sigut influenciats per esdeveniments a Massachusetts, com la sentència del 2003 del Tribunal Suprem de l'estat permetent el matrimoni entre persones del mateix sexe i la llei del 2006 que va fer obligatòria l'assegurança de salut per a tots els residents de l'estat. El 2008, la població de Massachusetts va votar una iniciativa descriminalitzant la possessió de petites quantitats de marihuana.
Massachusetts va ser capdavanter als EUA en permetre el matrimoni entre persones del mateix sexe. El 18 de novembre del 2003, el Tribunal Suprem Estatal de Massachusetts (Massachusetts Supreme Judicial Court) va dictar la sentència que era il·legal negar-los-hi el dret al matrimoni a les parelles del mateix sexe (homosexuals, lesbianes, etc.). Segons el Tribunal, negar aquest dret constituïa un acte de discriminació sexual, la constitució de l'estat "prohibeix la creació de ciutadans de segona categoria" i per tant, dictaminà que era il·legal. La sentència va tenir efecte a primeries del 2004. Massachusetts va ser la sisena entitat del món en permetre el casament de parelles del mateix sexe, després dels Països Baixos, Bèlgica, Ontario, Colúmbia Britànica i el Quebec.

## Economia

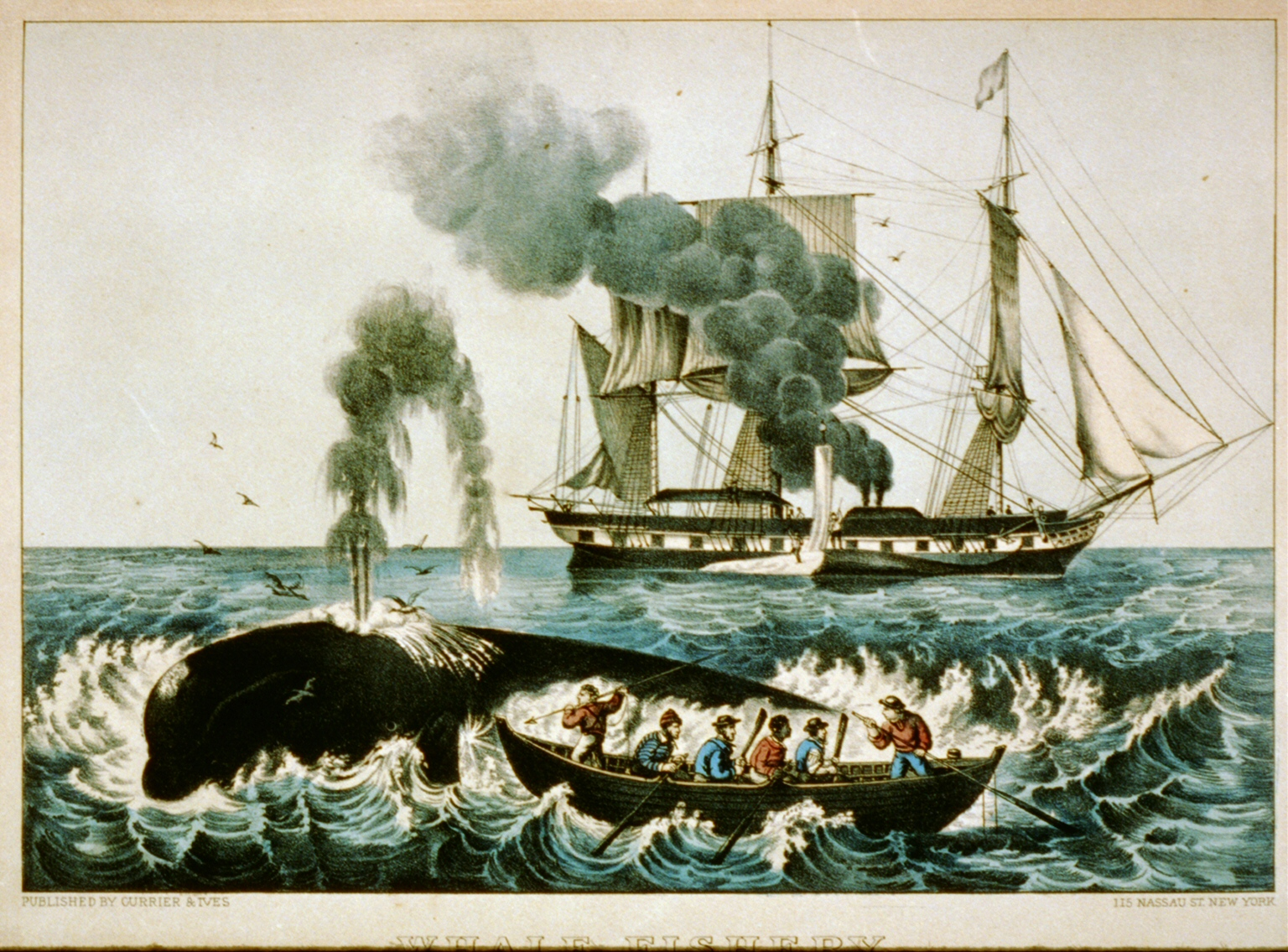
Litografia de la caça de la balena. Whale Fishery - Attacking a Right Whale ("Caça de balenes - atacant una balena franca", ca. 1860), estampadors Currier & Ives, Nova York.

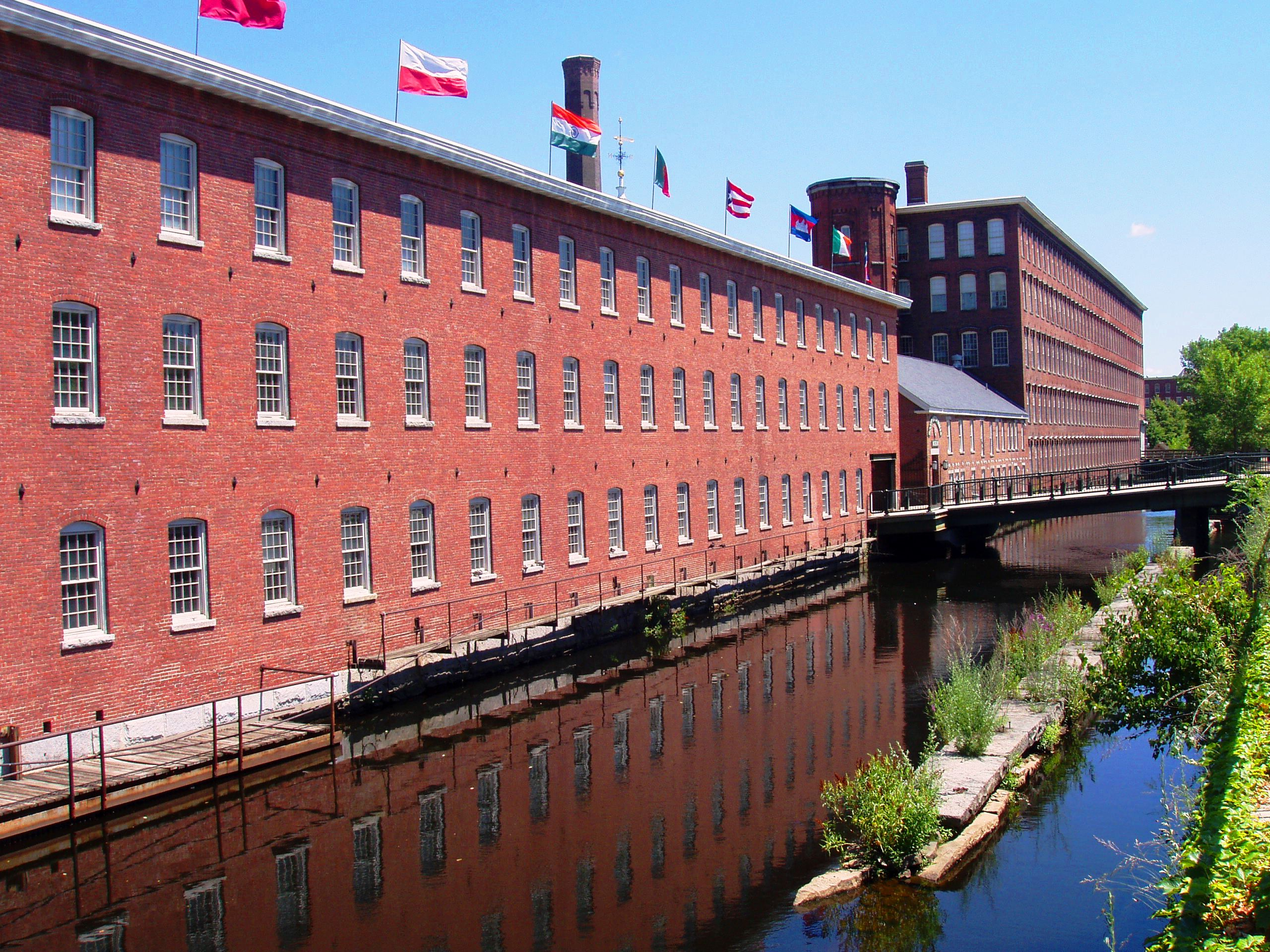
Antiga fàbrica tèxtil (el Boot Mill), avui museu, a Lowell (Massachusetts).

Originalment dependent de la pesca, l'agricultura i el comerç amb Europa, Massachusetts es va transformar en un centre de manufactura durant la revolució industrial. Al segle xx, l'economia de l'estat va passar de la manufactura cap als serveis. Avui, l'estat és un líder en educació superior, tecnologia sanitària, alta tecnologia i serveis financers. A més d'aquests sectors, els de la biotecnologia, l'assistència sanitària i el turisme també són claus per a l'economia de l'estat.

### Caça de balenes
Dels segles xvii al XIX, la caça de balenes representà una important indústria a Massachusetts, basada en particular a New Bedford, amb altres centres menys importants, com ara Nantucket. L'època més important d'aquesta indústria a Nova Anglaterra fou entre el 1846 i 1852. L'últim vaixell caçabalenes, el John R. Mantra, va salpar de New Bedford el 1927.

### Revolució industrial
L'estat de Massachusetts va tenir un paper destacat en la revolució industrial als Estats Units el segle xix. Va ser un centre de les indústries tèxtil, maquinària, calçat i paperera.

### Tecnologia i ciència
L'estat és un centre de tecnologia, amb el MIT al capdavant, i també fou part de la "revolució informàtica" a partir dels anys 1950, amb empreses amalgamades entorn de la Carretera Estatal 128 (Massachusetts Route 128), que vindria a ser un petit precursor del "Silicon Valley" de Califòrnia. Algunes de les empreses capdavanteres nascudes a Massachusetts i que participaren o participen en el desenvolupament dels ordinadors moderns són: Digital Equipment Corporation (a Maynard, MA, actiu del 1957 fins al 1998, quan fou absorbida o comprada per Compaq, i el 2000, per Hewlett-Packard), Data General, Wang Laboratories, Apollo Computer i Prime Computer.
També hi ha empreses capdavanteres en el desenvolupament de robots i la robòtica, com ara Boston Dynamics, situada a Waltham, que va sorgir a MIT.
En el camp de la ciència i la recerca, a Woods Hole (part de la vila de Falmouth, Cape Cod) hi ha importants centres d'investigació oceanogràfica, biològica marina, d'ecologia i de pesca. La Institució Oceanogràfica de Woods Hole s'organitza, de fet, en sis departaments i quatre instituts oceànics: vida oceànica, l'oceà costaner, oceà i canvi climàtic, exploració de les profunditats dels oceans, l'Institut Cooperatiu per a la Recerca del Clima i l'Oceà, i un centre de polítiques marines.

### Turisme

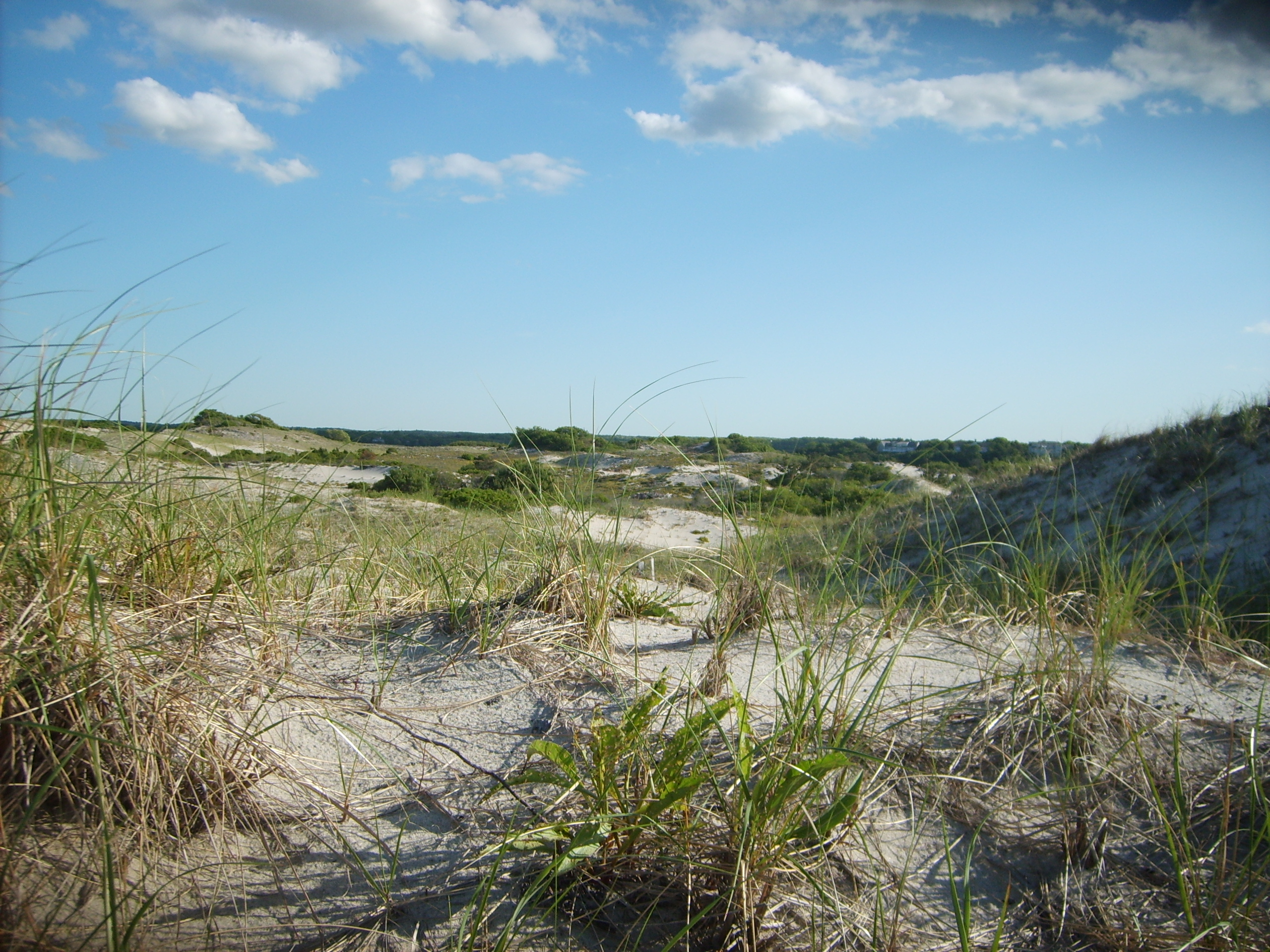
Dunes a la platja de Sandy Neck, a Barnstable, península de Cape Cod ("cap del bacallà").

El turisme està creixent en importància a Massachusetts. Tot i que és un dels estats més poblats dels EUA, té grans espais naturals encara intactes i una gran riquesa de flora i fauna. És conegut pels llocs d'estiueig amb espais naturals i dotacions turístiques, com ara les Muntanyes Apalatxes al Comtat de Berkshire (Berkshire County, més conegut com a The Berkshires), a l'oest, i la península de Cape Cod ("cap del Bacallà") a l'est, amb les seves dunes i platges, o les illes de Nantucket o Martha's Vineyard. Una gran atracció turística són les sortides en barca per veure balenes - aquests vaixells salpen des de diferents punts de Cape Cod o del mateix Boston. Provincetown, a la punta de Cape Cod, és un port pesquer, un centre turístic, una colònia d'artistes i un centre de la comunitat homosexual. A l'oest, als Berkshires (muntanyes Apalatxes, en aquest sector sovint anomenades Berkshire Hills o Berkshire Mountains), hi ha un turisme de tardor enfocat a gaudir de l'espectacle de les fulles de colors als boscs mixts, fenomen anomenat "fall foliage" ("fullatge tardoral", per tenir-ne una idea, vegeu algunes fotos a Photopassport), i un turisme hivernal centrat en les estacions d'esquí (Bosquets, Brody, Butternut Basin/Ski Butternut, Catamount, Jiminy Peak, etc.), més petites que les de Vermont i Nou Hampshire per la menor altitud de les muntanyes en aquesta àrea, i que solen atreure la població local i circumdant, més turistes vinguts principalment de la ciutat de Nova York i a vegades de Boston.

### Agricultura iVaccinium macrocarpon

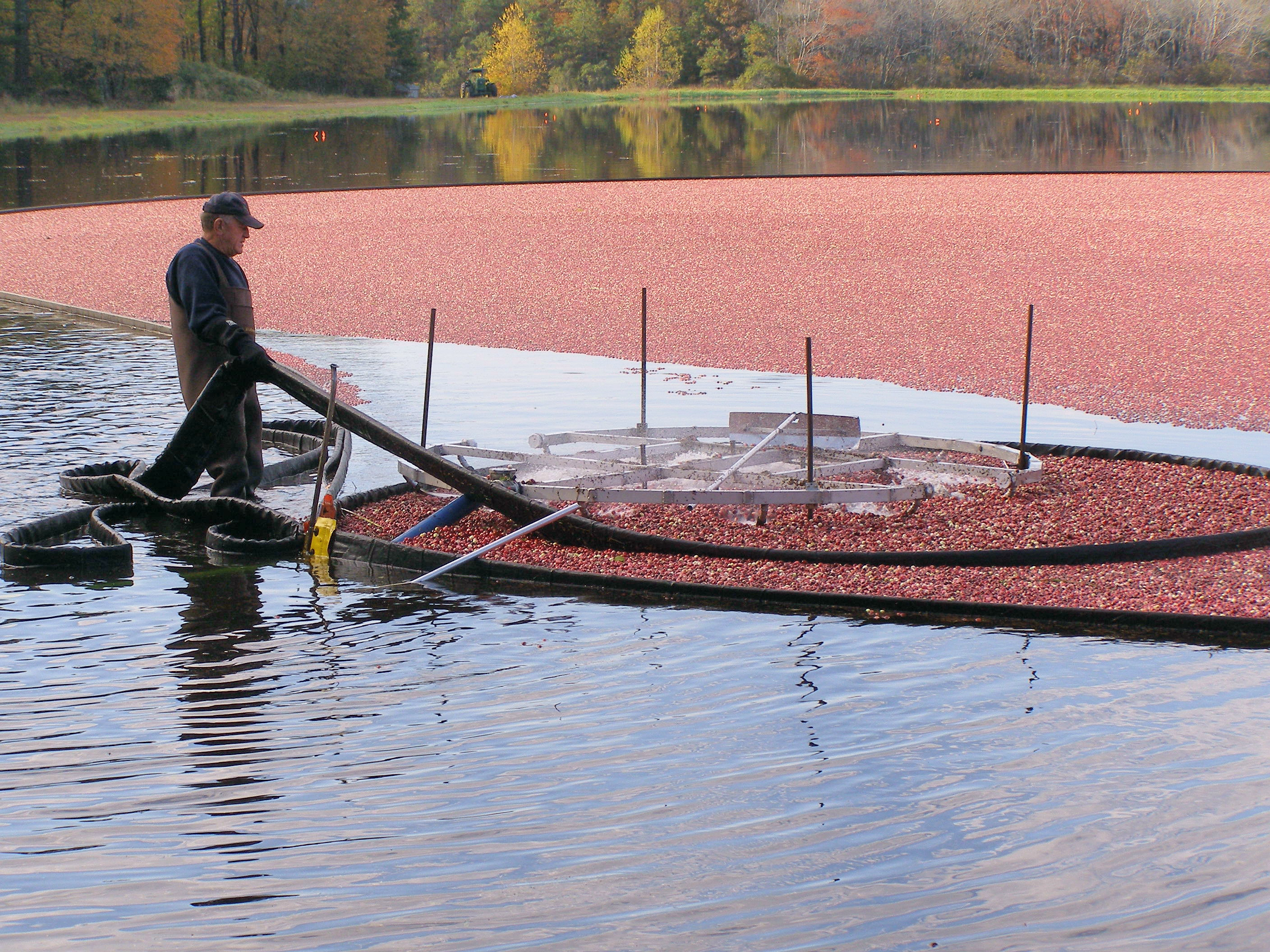
Recol·lecció de Vaccinium macrocarpon o "cranberries" prop de la badia de Buzzards (Buzzards Bay, "badia dels voltors"), a Massachusetts.

El 2005, hi havia unes 7.700 explotacions agrícoles, ramaderes o d'aqüicultura a Massachusetts, cobrint un total de 520.000 acres (2.100 km²), amb una mitjana de 68 acres (0,28 km²) cadascú. Uns 3.329 de les 7.691 explotacions de Massachusetts van guanyar un benefici brut de menys de $2.500 el 2007. Productes agrícoles importants inclouen el tabac, la fruita (i diverses nous i baies), i l'aqüicultura, pels quals l'estat ocupa el lloc 9è, 14è i 16è als EUA en valor de vendes, respectivament. Massachusetts és el segon estat dels EUA en la producció de Vaccinium macrocarpon, una baia endèmica de l'Amèrica del Nord que s'anomena "cranberry" en anglès. També produeix xarop d'auró (maple syrup), un edulcorant fet de la saba de l'auró del sucre (Acer saccharum).

### Impostos
Els anys setanta, amb el punt àlgid el 1977, Massachusetts tenia una de les taxes d'impostos més altes de tots els Estats Units i va guanyar el sobrenom de "Taxachusetts" (tax en anglès significa impost). Tot i així, el 2008, molts estats nord-americans tenien una taxa d'impostos major a la de Massachusetts, que es trobava en posició número 23, i el 2014 ja en posició número 21 i entorn de la mitjana nacional.

### Infraestructura
L'estat de Massachusetts compta amb un aeroport internacional, l'Aeroport Internacional Logan (Logan International Airport), a Boston est i una petita part també a Winthrop.

Curiós logo del Mass Pike - el barret dels «Pilgrims» o «Peregrins»

Una de les artèries principals de l'estat és la Massachusetts Turnpike, comunament i col·loquialment coneguda com a Mass Pike o the Pike, una autopista de peatge que travessa l'estat d'oest a est (o vice versa), anant des del poblet de West Stockbridge, al comtat de Berkshire, fins a Boston, on empalma amb la Carretera 1A (Route 1A) que porta a l'aeroport Logan, també a Boston. El seu manteniment va a càrrec del Departament de Transport de Massachusetts (Massachusetts Department of Transportation o MassDOT). L'autopista comença a la frontera amb l'estat de Nova York, a West Stockbridge, on empalma amb la New York State Thruway, una altra autopista (principalment de peatge), en el tram d'aquesta conegut com el Berkshire Connector. Té una llargada de 222 quilometres (138 mi), i forma el sector massachusetsià del Interstate 90 o I-90. La Mass Pike és l'autopista interestatal més llarga de Massachusetts, mentre que l'autopista interestatal I-90 del qual forma part, que comença a Seattle, a l'estat de Washington, a la costa oest, és la més llarga dels Estats Units, amb 4.965 quilometres (3.085 mi). El curiós logo o símbol de l'autopista és una referència al «barret dels peregrins», el típic barret (d'home) que portaven els colons que es van establir a Plymouth el 1620 i que són coneguts com els Pilgims (Pelegrins), o Pilgrim Fathers i Pilgrim Mothers (Pares pelegrins i Mares pelegrines).
Altres autopistes interestatals que travessen l'estat son la Interestatal 91 (I-91), i la 84 (I-84). La I-91 forma part del sistema vial de Nova Anglaterra (New England). Connecta la ciutat de New Haven (Connecticut) amb el poblet de Derby Line (Vermont), on empalma amb el sistema vial del Quebec, al Canadà. Transcorr en direcció nord-sud o vice-versa, resseguint principalment el curs del riu Connecticut.
La Interestatal 84 (I-84) forma part del sistema vial del Nord-est i s'estén des del municipi de Dunmore (Pennsilvània) i una connexió amb la I-81, fins al poble de Sturbridge, a Massachusetts, on connecta amb la Mass Pike / I-90.

## Geografia humana i societat

### Demografia
D'acord amb les estimacions del govern dels Estats Units pel període 2005-2009, l'estat de Massachusetts té una població de 6.511.176 persones. La població es concentra a l'est de l'estat, que té les quotes més elevades de densitat, mentre que l'oest de l'estat és menys poblat.

### Etnografia
La població total estimada de l'estat pel període 2005-2009, es pot desglossar en les següents ètnies o procedències:
- El 82,8% són "blancs" (europeus o descendents d'europeus, en anglès a la pàgina oficial del cens: "White").
- El 8,3% són "hispànics o llatinoamericans" (en anglès a la pàgina oficial de cens: "Hispanic or Latino") - aquests inclouen gent que s'ha inclòs també en altres grups.
- El 6,1% són "negres o afroamericans" (en anglès a la pàgina oficial del cens: "Black or African-American").
- El 4,8% són "asiàtics" (en anglès a la pàgina oficial del cens: "Asian").
- El 0,2% són "amerindis o natius d'Alaska" (en anglès a la pàgina oficial del cens: "American Indian and Alaskan Native").
- el 4,2% de la població la conformen persones d'altres races.

D'acord amb l'enquesta de comunitats dels EUA pel 2006-2008 (American Community Survey 2006-2008), les vuit descendències més prominents de Massachusetts són: irlandès (23,8%), italià (14,2%), anglès (11,8%), francès (8,7%), alemany (6,7%), polonès (5,3%), portuguès (4,9%) i francocanadenc (4,2%).

### Religió
La colònia i després estat de Massachusetts va ser fundada i colonitzada principalment per puritans (protestants) el segle xvii. Els descendents dels puritans pertanyen a una diversitat d'esglésies. Com a herència directe de la tradició puritana hi ha l'església Congregacional/església Unida de Crist, i congregacions de l'Associació Unitària Universalista. Ambdues d'aquestes denominacions es caracteritzen pel seu ferm suport a la justícia social, els drets civils i qüestions morals, incloent-hi la promoció de l'abolició de l'esclavitud, els drets de la dona i (després de 2000) el reconeixement legal del matrimoni de persones del mateix sexe. La seu nacional de l'església Unitària Universalista es troba a Beacon Hill, un dels barris més antics de Boston.
Avui, els protestants representen menys d'1/4 de la població de l'estat. Els catòlics predominen ara a causa de la immigració massiva procedent principalment d'Irlanda, seguit d'Itàlia, Quebec, Polònia, Portugal i Amèrica Llatina, principalment Puerto Rico i la República Dominicana. També va arribar una gran població jueva a les dècades de 1880 a 1920 a l'àrea metropolitana de Boston. Mary Baker Eddy va fundar l'església Mare de Boston (Boston Mother Church), que va esdevenir la seu mundial de l'església de Ciència Cristiana, religió també fundada per ella. També estan representats els budistes, pagans, hindús, adventistes del setè dia, musulmans i els mormons. El centre Kripalu a Stockbridge i el Insight Meditation Center (Centre de meditació "Enteniment") a Barre són exemples de centres de religió no-occidental a Massachusetts. D'acord amb les dades de l'Associació de Dades Religioses (Association of Religion Data Archives), l'any 2000, les denominacions més populars eren l'església Catòlica Romana amb 3.092.296 fidels; l'església Unida de Crist, amb 121.826 fidels; i l'església Episcopal amb 98.963 fidels. Les congregacions jueves tenien uns 275.000 fidels. La Societat Religiosa d'Amics, també coneguts com els quàquers (quakers), encara tenen una presència progressista important a l'estat sobretot al sector educatiu
A part d'aquests grups, també han tingut una presència històrica els Shakers. Avui hi ha pobles-museus dedicats a mostrar la forma de vida, l'arquitectura, els mobles, etc. d'aquests grups, com ara el Hancock Shaker Village (Monument Històric Nacional) a Hancock.
Les afiliacions religioses de la gent de Massachusetts, d'acord amb l'enquesta d'identitats religioses dels EUA (American Religious Identification Survey) del 2001, feta per la City University de Nova York, serien les següents, en ordre de nombre de seguidors:
- Catòlica 44%
- Cap religió 16%
- Església Baptista 4%
- Evangèlica 4%
- Protestant 4%
- Congregacional/Unitària Universalista 3%
- Cristiana (denominació no especificada) 3%
- Episcopal / Anglicana 3%
- Jueva 2%
- Metodista 2%
- Budista 1%
- Església Mormona 1%
- Testimonis de Jehovà 1%
- Pentecostal 2%
- Luterana 1%
- Presbiteriana 1%
- Altres religions 5%
- No contesten 7%

Els resultats de la mateixa enquesta vistos per grups de denominacions religioses seria així:
- De religió Cristiana - 68%
  - Església Catòlica - 44%
  - Protestants - 24%
    - Evangèlica 4%
    - Protestant 4%
    - Església Baptista - 4%
    - Congregacional/Unitària Universalista - 3%
    - Església Episcopal - 3%
    - Metodista 2%
    - Pentecostal 2%
    - Luterana 1%
    - Presbiteriana 1%

  - Altres cristians o cristians sense denominació - 3%
- De religió Jueva - 2%
- De religió Budista 1%
- Testimonis de Jehovà 1%
- Altres religions - 5%
- Cap religió - 16%
- No contesten - 7%

### Educació

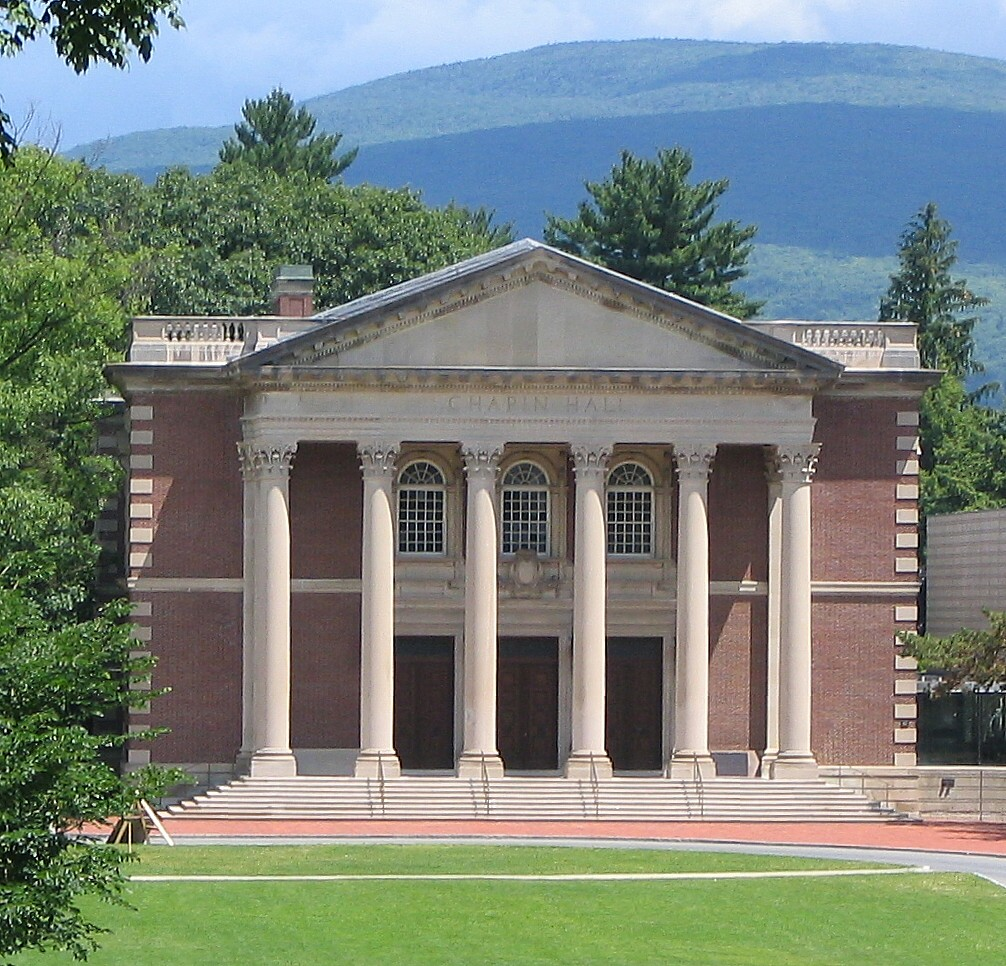
Edifici Chapin, Universitat de Williams (Williams College), a Williamstown, els Berkshires, a les Apalatxes.

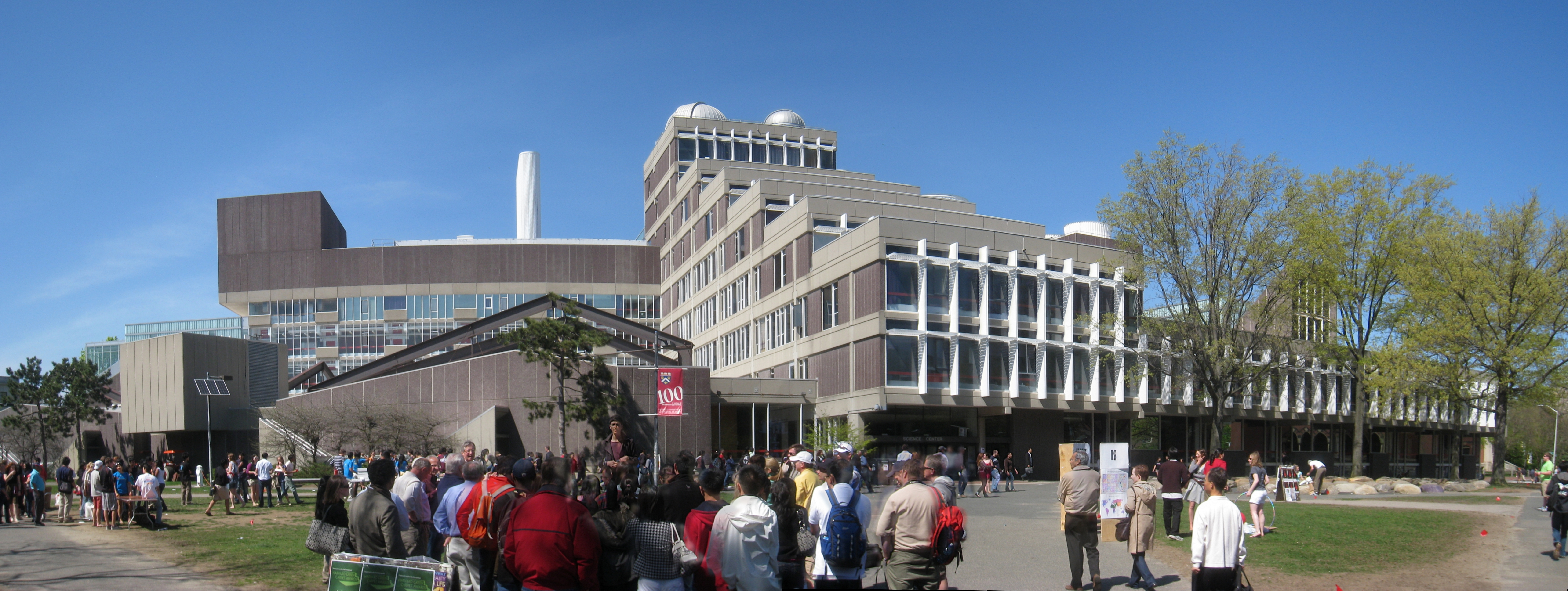
Centre de Ciències al campus central de Harvard, dissenyat per l'arquitecte català, Josep Lluís Sert el 1973.

L'estat és famós internacionalment per la qualitat de les seves universitats, entre les quals es destaquen la Universitat Harvard (la universitat més antiga dels EUA, fundada el 1636, forma part del grup dels "Ivy League"), l'Institut Tecnològic de Massachusetts (MIT), el Boston College, la Universitat de Boston, la Universitat de Brandeis, la Universitat de Clark, la Universitat de Northeastern, la Universitat de Suffolk, o la Universitat de Tufts (amb la seva escola de diplomàcia, el Fletcher School of Law and Diplomacy), i pels seus liberal art colleges (és a dir universitats més petites, centrades en les humanitats), entre els quals destaquen Amherst College, Wellesley College, Smith College, Mount Holyoke College i Williams College, entre d'altres.
També compta amb una xarxa d'universitats i institucions d'educació públiques, en primer lloc la Universitat de Massachusetts (University of Massachusetts o UMass), amb 5 emplaçaments diferents i incloent-hi la universitat estatal de medecina (la University of Massachusetts Medical School), totes a l'entorn de Boston o a Boston mateix, les Universitats Estatals (State Colleges) de Bridgewater, Fitchburg, Framingham, Salem, Westfield i Worcester, a més de l'Escola d'Art i Disseny de Massachusetts (Massachusetts College of Art and Design) a Boston, la universitat o institut de les humanitats anomenat Massachusetts College of Liberal Arts, a l'altra banda de l'estat, a North Adams, l'Acadèmia Marítima de Massachusetts (Massachusetts Maritime Academy), especialitzada en enginyeria naval, transport marítim, navegació, protecció del medi ambient i temes relacionats, i el Quincy College.
L'estat també compta amb una xarxa de centres d'educació superior anomenades "Community Colleges" (institucions o universitats "comunitàries"), com ara el Berkshire Community College o els de Bristol, Bunker Hill, Cape Cod, Greenfield, Holyoke, Massachusetts Bay, Massasoit, Middlesex, Mount Wachusett, North Shore, Northern Essex, Quinsigamond i Roxbury, a més del Springfield Technical College.
Especialitzats en l'oceanografia i la biologia marina, hi ha la prestigiosa Institució Oceanogràfica de Woods Hole (Woods Hole Oceanographic Institution), fundat el 1930, i el Laboratori de Biologia Marina (Marine Biological Laboratory), centre d'estudis independent fundat el 1888, els dos localitzats a Woods Hole, part de la vila de Falmouth, a la costa sud de la península de Cape Cod. També a Woods Hole hi ha el Centre de Recerca de Woods Hole (Woods Hole Research Center), enfocat cap a l'ecologia i la biologia en general, i el Centre nord-est de recerca sobre la pesca de l'Administració Nacional Oceànica i Atmosfèrica (Northeast Fisheries Science Center, NOAA).
També té una sèrie de conservatoris coneguts, com ara el New England Conservatory, el Berklee College of Music, el Boston Conservatory i el Longy School of Music, i el centre de música Tanglewood a l'oest de l'estat, als Berkshires.

## Cultura i natura

### Personatges destacats
L'estat de Massachusetts ha donat als EUA una sèrie de prohoms (i "prodones") importants per la política, la literatura, les arts i altres camps d'activitat. Els personatges s'indiquen aquí per camp d'activitat o grup i any de naixement. L'estat de Massachusetts està indicada amb la seva abreviatura postal, és a dir, MA. Vegeu la llista d'abreviatures dels estats dels Estats Units.

#### Escriptors
- Anne Bradstreet, Anne Dudley Bradstreet (Northampton, Anglaterra, 1612 – North Andover, MA, 1672), poeta puritana. Es va mudar a la colònia de Massachusetts el 1630, i fou allí que començà a escriure. Va ser aclamada com a poeta tant a Gran Bretanya com a les colònies americanes.
- William Cullen Bryant (Cummington, MA, 1794 – Nova York, 1878), poeta romàntic, traductor. Considerat un dels Fireside Poets ("poetes per recitar a l'entorn de la llar"), junt amb Henry Wadsworth Longfellow, John Greenleaf Whittier, James Russell Lowell i Oliver Wendell Holmes, Sr
- Ralph Waldo Emerson (Boston, 1803 – Concord, MA, 1882), poeta, assaigista, filòsof, líder del moviment transcendentalista.
- Nathaniel Hawthorne (Salem, MA, 1804 – Plymouth, MA, 1864), novel·lista i narrador.
- John Greenleaf Whittier (Haverhill, MA, 1807 – Hampton Falls, Nou Hampshire, 1892), poeta i quàquer, considerat un dels Fireside Poets ("poetes per recitar a l'entorn de la llar"), junt amb Henry Wadsworth Longfellow, William Cullen Bryant, James Russell Lowell i Oliver Wendell Holmes, Sr
- Henry Wadsworth Longfellow (Portland, ara Maine, aleshores MA, 1807 – Cambridge, MA, 1882), poeta, considerat un dels Fireside Poets ("poetes per recitar a l'entorn de la llar"), junt amb John Greenleaf Whittier, William Cullen Bryant, James Russell Lowell i Oliver Wendell Holmes, Sr
- Edgar Allan Poe (Boston, 1809 – Baltimore, Maryland, 1849), poeta, narrador i crític.
- Oliver Wendell Holmes pare (Oliver Wendell Holmes, Sr., Cambridge, MA, 1809 – Boston, 1894), metge, professor i autor (prosista i poeta), considerat un dels Fireside Poets, junt amb Henry Wadsworth Longfellow, William Cullen Bryant, James Russell Lowell i John Greenleaf Whittier
- Margaret Fuller (Cambridgeport, Cambridge, MA, 1810 – naufragi prop de Fire Island, estat de Nova York, 1850), prosista, periodista, feminista i abolicionista, formava part del moviment transcendentalista (transcendentalisme)
- Henry David Thoreau (Concord, MA, 1817 – 1862), filòsof, poeta, activista, abolicionista i anarquista (anarcoindividualisme) estatsunidenc, líder del moviment transcendentalista (Transcendentalisme).
- James Russell Lowell (Cambridge, MA, 1819 – 1891), poeta romàntic estatunidenc, crític, corrector i home diplomàtic, fou considerat un dels Fireside Poets ("poetes per recitar a l'entorn de la llar"), junt amb John Greenleaf Whittier, William Cullen Bryant, Henry Wadsworth Longfellow i Oliver Wendell Holmes, Sr.
- Herman Melville (Nova York, 1819 – 1891), novel·lista que de part del pare, venia d'una família prominent de Boston. El 1850, va establir a una finca familiar a Pittsfield, a l'oest de Massachusetts, on es va passar molts anys i on va escriure Moby Dick (vegeu Arrowhead més avall, sota museus),[47] després de salpar de Fairhaven el 1841, a la caça de la balena per tres anys.[48]
- Emily Dickinson (Amherst, MA, 1830 – 1886), poeta
- Helen Hunt Jackson (nom de naixement: Helen Fiske, firmava Helen Hunt o Helen Jackson, Amherst, MA, 1830 – San Francisco, Califòrnia, 1885), activista a favor dels drets dels natius americans, autora
- Louisa May Alcott (Germantown, Filadèlfia, Pennsilvània, 1832 – Boston, 1888), novelista particularment coneguda per la seva novel·la Donetes.
- Edward Bellamy (poble de Chicopee Falls, ara part de Chicopee, MA, 1850 – 1898), novel·lista i socialista, conegut per la seva novela sobre una futura utopia socialisa, Looking Backward: 2000-1887, publicat el 1888.
- Edith Wharton (Nova York, 1862 – Saint-Brice-sous-Forêt, França, 1937), novel·lista, narradora i dissenyadora (paisatgista, interiorista), es va establir al comtat de Berkshire, a Lenox, a la seva finca The Mount, que es va fer construir el 1902 (vegeu més avall sota museus).
- W.E.B. Du Bois (William Edward Burghardt Du Bois, Great Barrington, MA, 1868 – Accra, Ghana, 1963), líder de la comunitat afroamericana dels EUA, activista pels drets civils, sociòleg, historiador i autor (vegeu també més avall sota activistes i paratges històrics nacionals).
- Robert Frost (San Francisco, Califòrnia, 1874 – Boston, MA, 1963), poeta
- Khalil Gibran (nom de naixement: Gubran Khalil Gubran bin Mikhā'īl bin Sa'ad; en àrab: جبران خليل جبران بن ميخائيل بن سعد, Bsharri, actual Líban, 1883 – Nova York, 1931), poeta, escriptor, artista estatunidencolibanès, va estar estretament vinculat amb Boston
- William Moulton Marston (Saugus, MA, 1893 - Rye, Estat de Nova York, 1947), psicòleg, professor, co-inventor del detector de mentides, autor, inventor del personatge de Wonder Woman i guionista d'aquesta historieta il·lustrada.
- e.e. cummings (Edward Estlin Cummings, Cambridge, MA, 1894 – North Conway, Nou Hampshire, 1962), poeta
- Theodor Seuss Geisel, "Dr. Seuss" (Springfield, MA, 1904 – San Diego, Califòrnia, 1991), autor i il·lustrador de contes infantils rimats, ninotaire i dibuixant.
- Dorothy West (Boston, 1907-1998), escriptora de novel·la, relats i assaig del moviment de renaixement de Harlem.
- Charles Olson (Worcester, MA, 1910 – Nova York, 1970), poeta modernista estatunidenc de segona generació
- Elizabeth Bishop (Worcester, MA, 1911 – Boston, 1979), poeta
- Robert Lowell (Robert Traill Spence Lowell IV; Boston, MA, 1917 – Nova York, 1977), poeta, moviment "confessionalista"
- Jack Kerouac (Lowell, MA, 1922 – St. Petersburg, Florida, 1969), novel·lista i poeta canadencoestatunidenc
- Kurt Vonnegut (Indianapolis, Indiana, 1922 – Nova York, 2007), va viure i escriure molts anys a Cape Cod (Massachusetts).
- Noah Gordon (Worcester, MA, 1926), novel·lista, conrea en particular el gènere de la novel·la històrica.
- Mary Higgins Clark (The Bronx, Nova York, 1927), conrea el gènere de la novel·la negra, passa temporades a una finca a Dennis, MA
- Anne Sexton (nom de soltera: Anne Gray Harvey; Newton, MA, 1928 – Weston, MA, 1974), poeta, moviment "confessionalista".
- Sylvia Plath (barri de Jamaica Plain, Boston, 1932 – Londres, 1963), poeta
- John Updike (Reading, Pennsilvània, 1932 – Danvers, MA, 2009), novel·lista, narrador, poeta i crític literari i d'art.
- Amelia Atwater-Rhodes (Concord, MA, 1984), novel·lista en els camps de la fantasia-ficció, literatura jove

Oficis del llibre
- Stephen Daye, Sr. (Stephen Daye pare, Sutton, ara un districte de Londres, ca 1594 – Cambridge, MA, 1668), manyà d'ofici, fou el primer impressor a publicar obres a les colònies. Treballà a la impremta propietat de l'Elizabeth Glover, a Cambridge, junt amb el seu fill, Matthew Daye, impressor d'ofici. La primera obra impresa va ser un diari el 1639, el primer llibre el 1640, el Bay Psalm Book (Llibre dels Psalms de la Badia), només 20 anys després de la fundació de la primera colònia anglesa a Plymouth (la segona al que esdevindria els EUA).

#### Artistes

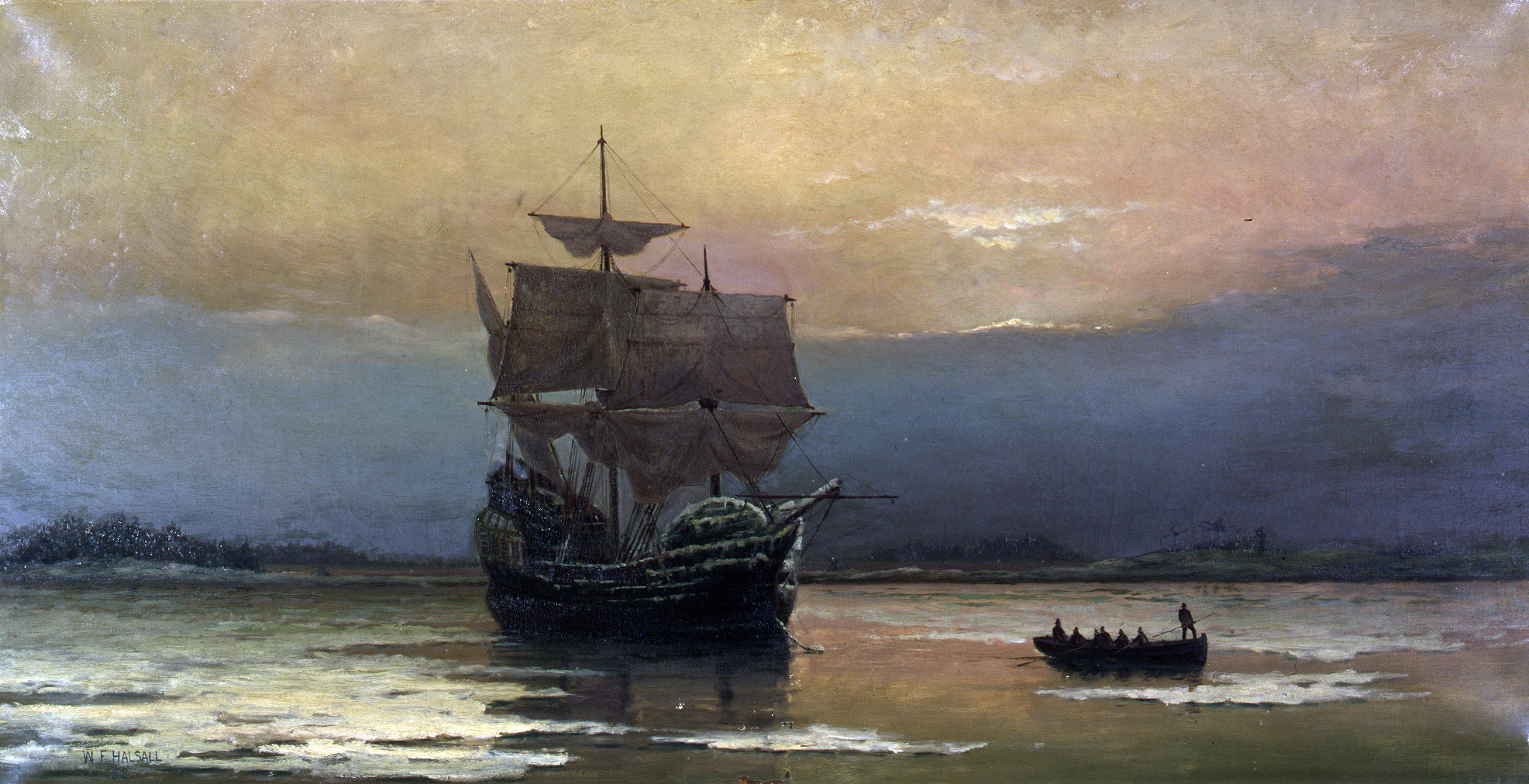
"El Mayflower a Plymouth" (1882), una de les pintures més conegudes de William Halsall.

- John Singleton Copley (Boston, Província de Massachusetts Bay, ca. 1738 – Londres, 1815), pintor retratista
- Fitz Henry Lane (nom de naixement: Nathaniel Rogers Lane, altres noms: Fitz Hugh Lane) (Gloucester, MA, 1804 – 1865), pintor (en particular marines) i gravador, estil o moviment: luminisme (Luminism)
- Mary Blood Mellen (Sterling, MA, 1819 - Taunton, MA, 1886), pintora de paisatges i marines associada amb l'Escola del Riu Hudson.
- Albert Bierstadt (Solingen, Prússia, 1830 – Nova York, NY, 1902), paisatgista americà conegut pels seus paisatges grandiosos i romàntics de l'Oest americà, es va criar a New Bedford (Massachusetts) des de l'edat de dos anys, i va començar a pintar, exposar i ensenyar pintura allí.
- James McNeill Whistler (James Abbott McNeill Whistler, Lowell, MA, 1834 – Londres, 1903), pintor, fundador del moviment tonalista (Tonalism)
- Julie Hart Beers (Pittsfield, MA, 1834 – Trenton, Nova Jersey, 1913), pintora paisatgista de l'Escola del Riu Hudson.
- Winslow Homer (Boston, 1836 – Prouts Neck, Maine, 1910), pintor, en particular paisatgista, i artista gràfic
- William Halsall (William Formby Halsall, Kirkdale, Anglaterra, 1841 - Provincetown, MA, 1919), conegut pintor de marines que es va formar a Boston i es va establir a Provincetown, Cape Cod.
- Albert Pinkham Ryder (New Bedford, MA, 1847 – Nova York, 1917), pintor modernista (pintures al·legòriques, paisatges, marines)
- Lilla Cabot Perry (Boston, 1848 - Hancock, Nou Hampshire, 1933), impressionista estatunidenca
- Abbott Handerson Thayer (Boston, 1849 – 1921), pintor, naturalista i mestre d'art. Retratista, paisatgista i pintor d'animals
- Daniel Chester French (1850-1931), escultor neoclàssic. Chesterwood, casa-museu amb jardins Arxivat 2012-03-05 a Wayback Machine. a Stockbridge.
- Thomas Wilmer Dewing (Newton Lower Falls, MA, 1851 – 1938), pintor, moviment tonalista
- Edward Emerson Simmons (Concord, MA, 1852 – 1931), impressionista estatunidenc, membre del "Grup dels Deu" (The Ten, o Ten American Painters)
- Willard Leroy Metcalf (Lowell, MA, 1858 – Nova York, 1925), impressionista estatunidenc, membre del "Grup dels Deu" (The Ten, o Ten American Painters)
- Frederick Childe Hassam (Dorchester, ara part de Boston, 1859 – East Hampton, estat de Nova York, 1935), impressionista estatunidenc, membre del "Grup dels Deu" (The Ten, o Ten American Painters)
- Cyrus Edwin Dallin (Springville, Utah, 1861 – Arlington, Ma, 1944), escultor (i arquer olímpic - tir amb arc), conegut per les seves escultures de natius americans com ara Massasoit, i d'altres com ara Paul Revere. Museu a Arlington (Cyrus E. Dallin Art Museum).
- Frank Weston Benson (Salem, MA, 1862 – 1951), impressionista americà, membre del "Grup dels Deu" (The Ten, o Ten American Painters)
- Robert Lewis Reid (Stockbridge, MA, 1862 – Clifton Springs, estat de Nova York, 1929), impressionista estatunidenc i muralista
- Edmund Charles Tarbell (Groton, MA, 1862 – New Castle, Nou Hampshire, 1938), impressionista estatunidenc, membre del "Grup dels Deu" (The Ten, o Ten American Painters)
- Charles Dana Gibson (Roxbury, ara part de Boston, 1867 – Nova York, 1944), artista gràfic
- Anna Vaughn Hyatt Huntington (Cambridge, MA, 1876 – Redding, Connecticut, 1973), escultora i mecenes de les arts
- Norman Rockwell (Nova York, 1894 - Stockbridge, 1978), famós pintor i il·lustrador especialment conegut per les escenes costumistes, plenes d'humor i ironia. Té un museu dedicat a la seva obra al poble de Stockbridge, on va viure els últims 25 anys de la seva vida (vegeu més avall sota museus).[49]
- Theodor Seuss Geisel, "Dr. Seuss" (1904-1991) - ninotaire, il·lustrador i escriptor - vegeu a dalt sota "Escriptors".
- George L. K. Morris (Nova York, 1905 – Stockbridge, Massachusetts, 1975), pintor cubista, escriptor i editor, va advocar per un art abstracte americà. Casat amb la també artista abstracte Suzy Freilinghuysen, va viure entre Nova York i la seva casa i estudi de Lenox (Massachusetts). Aquesta finca a Lenox, d'arquitectura exquisidament racionalista (anys 30 i 40), és avui un museu dedicat a la parella d'artistes.[50]
- Suzy Frelinghuysen (també coneguda com a Suzy Moris després de casada, i Estelle Condit Frelinghuysen de naixement, Newark, Nova Jersey, 1911 - Lenox, Massachusetts, 1988), pintora cubista i soprano operàtica. Va advocar per un art abstracte americà. Casada amb el també artista abstracte George L. K. Morris, va viure entre Nova York i la seva casa i estudi de Lenox (Massachusetts) des dels anys 1930. Aquesta finca a Lenox, d'arquitectura exquisidament racionalista (anys 30 i 40), és avui un museu dedicat a la parella d'artistes.[50][51]
- Frank Stella (Malden, MA, 1936), pintor, gravador i escultor, exponent del minimalisme i l'abstracció postpictòrica
- Nancy Graves (Pittsfield, Ma, 1939 - Nova York, 1995), escultora, pintora, gravadora i realitzadora (cinema), va viure a Nova York d'adulta. Vegeu les seves obres a la Nancy Graves Foundation, més una escultura i una pintura a la pàgina del Ludwig Muzeum a Hongria.

#### Arquitectes
- Charles Bulfinch (Boston, 1763–1844), considerat el primer arquitecte estatunidenc nascut al terreny, és responsable d'alguns edificis estatals i altres a Massachusetts (principalment Boston), a Connecticut i a Washington DC (on fou director d'obres públiques)
- Frederick Law Olmsted (Hartford, Connecticut, 1822 - Belmont, Massachusetts, 1903), arquitecte paisatgista que s'establí a Brookline (tocant a Boston), un dels pares del paisatgisme als EUA, cèlebre per la concepció de nombrosos parcs urbans, entre ells el Central Park de Nova York (junt amb Calvert Vaux), el "Collar de Maragdes" (Emerald Necklace) de Boston i el parc de Mont-Royal a Montreal. Els seus fills Charles C. Olmsted i Frederick Law Olmsted fill (Jr.) el succeïren. El seu rebesnet Frederick E. Olmsted esdevingué un muralista i escultor, i després científic.
- William Le Baron Jenney (Fairhaven, MA, 1832-1907), arquitecte conegut com a "pare del gratacels estatunidencs" ("Father of the American skyscraper")
- Henry Hobson Richardson (St. James Parish, Louisiana, 1838 - Brookline, MA, 1886), arquitecte americà que va assolir gran renom, actiu a Nova Anglaterra i en particular a Massachusetts. Popularitzà el seu estil de neoromànic, anomenat "Richardsonian Romanesque".
- Josep Lluís Sert (Barcelona, 1902-1983), arquitecte català que es va exiliar primer a Nova York (a partir de 1939) i després a Boston/Cambridge (del 1953 fins a la fi dels 1970 o principis de 1980), dirigí el Harvard Graduate School of Design, l'escola d'arquitectura i paisatgisme de la Universitat Harvard i va construir no pocs edificis a l'àrea de Boston i Cambridge.

#### Músics

##### Música clàssica
- Amy Beach ((Nou Hampshire, 1867 - ciutat de Nova York, 1944), pianista i compositora vinculada amb Boston, amb Massachusetts en general, i en menor mesura a Nou Hampshire i Nova York, i formà part del grup dels Second New England School Composers (Compositors de la Segona Escola de Nova Anglaterra).
- Serge Koussevitzky (en rus, Сергей Александрович Кусевицкий. Vyshni Volotxok, Rússia, 1874 - Boston, 1951) fou un compositor i director d'orquestra rus d'origen jueu nacionalitzat estatunidenc. Director musical de l'Orquestra simfònica de Boston i del programa de Tanglewood (Comtat de Berkshire) per 25 anys. Entre els seus estudiants i protegits hi havia Leonard Bernstein, Samuel Adler i Sarah Caldwell.
- Arthur Fiedler (Boston, 1894 - Brookline, Massachusetts, 1979) - director d'orquestra i violinista, conegut per ser el director de l'Orquestra Simfònica de Boston i de l'Orquestra Boston Pops.
- Leonard Bernstein (Lawrence, MA, 1918 – Nova York, 1990), director d'orquestra, compositor, professor de música i pianista, fill d'immigrants ucraïnesos d'origen jueu.
- Sarah Caldwell (Maryville, Missouri, 1924 – Portland, Maine, 2006), directora d'orquestra d'òpera, directora escènica d'òpera. Vinculada a Boston.
- Seiji Ozawa (en japonès: 小澤 征爾, nascut el 1935 a Fentien, avui Shenyang, a la Xina ocupada per Japó), director d'orquestra japonès i estatunidenc. Va ser el director musical de l'Orquestra simfònica de Boston i del programa de Tanglewood (Comtat de Berkshire) per 29 anys (1973-2002).
- Yo-Yo Ma (en xinès simplificat: 马友友; en xinès tradicional: 馬友友; en pinyin: Mǎ Yǒuyǒu; París, 1955) violoncel·lista i compositor estatunidenc d'origen xinès. Vinculat amb Boston.

##### Música jazz
- Pee Wee Hunt (Walter Gerhardt Hunt, Mount Healthy, Ohio, 1907 – Plymouth, Massachusetts, 1979) - músic de jazz que fou trombonista, vocalista i líder d'una banda.
- Maria Hawkins, després de casada, Maria Cole (Boston, 1922 – Boca Raton, Florida, 2012) - cantant de jazz i mare de la també cantant Natalie Cole.
- Chick Corea (Chelsea, MA, 1941) - un dels pianistes i tecladistes de jazz vius més importants dels EUA, treballa en diversos estils de jazz.
- Grace Kelly, originalment Grace Chung (Wellesley, Massachusetts, 1992), una música i vocalista, compositora i arranjadora de jazz i electro-jazz pop, activa des del 2004.

##### Música rock, rock folclòric, cantautors
- Joan Baez (Staten Island, ciutat de Nova York, 1941), cantautora i activista des dels anys 1960 fins avui, eclosionà com a música durant els seus anys universitaris a Boston i entorns, amb el seu primer concert el 1958 allí.
- Carly Simon (The Bronx, ciutat de Nova York, 1945), cantautora que estiuejava a Massachusetts de petita, va estudiar música a Boston, i hi viu des dels anys 1970.[52][53]
- Arlo Guthrie (Coney Island, ciutat de Nova York, 1947), cantautor des dels 60 fins avui, profundament vinculat amb Massachusetts, especialment els Berkshires, on ha passat bona part de la seva vida i on viu ara.
- Donna Summer (Boston, 1948 - Naples (Florida), 2012), cantant i compositora musical coneguda especialment pels seus temes de ball dels anys 1970 i 80, que li van valdre el malnom de la "Reina del Disco".
- James Taylor (Boston, MA, 1948), cantautor i guitarrista de folk rock, rock, pop, soft rock, blues i country actiu des del 1966 fins avui. Viu a Lenox, als Berkshires.[54] Dues de les seves cançons més emblemàtiques versen sobre Massachusetts i els Berkshires: «Sweet Baby James»,[55][56][57] i «Country Road», que es refereix a Belmont.[58][59]
- Jonathan Richman (Natick, MA, 1951), fundador, cantant i líder del grup proto-punk i de garage rock The Modern Lovers (1970-74, 1976-1988, vegeu més avall) i cantautor independent fins avui en dia.
- Ron Finn, cantant d'Easy Rider, grup d'Espanya, i Wildside (radicat a Massachusetts), els anys 1980 amb Mace, grup de Heavy Metal de Boston
- Kenny Aronoff (Stockbridge, MA, 1953), un dels bateries més famosos del rock dels EUA, ha tocat amb John Cougar Mellencamp, Bob Seger, Elton John, John Fogerty, Lynyrd Skynyrd, The BoDeans, The Smashing Pumpkins, Tony Iommi, Jon Bon Jovi i Stryper, entre d'altres grups.
- Tracy Chapman (Cleveland, Ohio, 1964), cantautora de música folk, blues rock, pop i soul que va començar a cantar als carrers i sales de Cambridge (Boston) els anys 1980.
- Amanda Palmer (ciutat de Nova York, 1976), cantautora, música i artista parateatral que es va criar a Lexington, Massachusetts i que viu a Boston.

Grups de música rock
- Aerosmith, grup musical de rock dur, blues rock, heavy metal i glam metal de Boston, fundat l'any 1970. Anys actius: 1970 fins avui.
  - Joe Perry (Lawrence, MA, 1950), guitarrista de la banda Aerosmith.
  - Brad Whitford (Winchester, Massachusetts, 1952), guitarrista de la banda Aerosmith.
- The Modern Lovers, grup proto-punk i de garage rock de Boston i fundat l'any 1970 per Jonathan Richman i altres. Anys d'activitat: 1970-1974 i 1976-1988.
  - Jonathan Richman (Natick, MA, 1951) (vegeu més amunt també), cantautor, compositor, guitarrista i músic, fundador de la banda Modern Lovers. Ha treballat els gèneres de rock, folk, new wave, proto-punk, i garatge.
- Boston, banda de rock progressiu i altres estils que es va fundar a Boston l'any 1975 i que encara està en actiu.
- The Cars, banda de rock, new wave i power pop basada a Boston i fundada el 1976. Anys actius: 1976–88, 2010–present.
- Bim Skala Bim, grup de ska i ska punk formats a Boston el 1983. Anys actius: 1983–2002 i 2009 fins avui.
- The Mighty Mighty Bosstones (o simplement The Bosstones), grup de punk ska de Boston. Anys actius: 1983-2004, i 2007 fins avui.
- Pixies, grup de rock alternatiu originari de Boston (1986-1993 i 2004-avui).
- Staind, banda de metal alternatiu formada a Springfield (Massachusetts) el 1995.
- The Dresden Dolls, banda de «cabaret punk brechtià» formada a Boston l'any 2000 per Amanda Palmer i Brian Viglione. Anys actius: 2000–2008, i 2020−avui, amb retrobades entremig els anys 2010, 2011−2012, 2015 i 2018.

##### Música pop
- Jonathan Knight (Dorchester, ara part de Boston, MA, 1968), cantant de pop del grup New Kids on the Block
- Jordan Knight (Worcester, MA, 1970), cantant i cantautor de pop, New Kids on the Block
- Joey McIntyre (Joseph McIntyre, Needham, MA, 1972), cantant i cantautor, New Kids on the Block i independent, actor de cine i teatre
- JoJo (Joanna Noëlle Blagden Levesque, Brattleboro, Vermont, 1990), cantant de Pop/R&B, cantautora, ballarina i actriu que es va criar a Foxborough (Massachusetts) des de l'edat dels cinc anys.

#### Actors, cineastes, guionistes i directors de cinema i televisió
Directors
- Cecil B. DeMille (Ashfield, MA, 1881 - Hollywood, Califòrnia, 1959), director de cinema de renom.
- Samuel Fuller (Worcester, MA, 1912 - Hollywood, Califòrnia, 1997), director de cinema i guionista.
- Leonard Nimoy (Boston, 1931), actor americà de cinema, director, poeta, músic i fotògraf - vegeu més avall sota "Actors".
- Julie Taymor (Newton, MA, 1952) directora i guionista de cinema, musicals (teatre) i òpera, i artista multimèdia.
- Laura Poitras (Boston, 1964), directora de documentals, productora i periodista resident a Berlín.
- Guinevere Turner (Boston, 1968), actriu, directora i guionista.

Actors, cineastes, guionistes, ...
- Bette Davis (Lowell, Massachusetts, EUA, 1908 – Neuilly-sur-Seine, França, 1989), actriu de cinema i teatre.
- Ruth Gordon (Quincy, MA, 1896 - Edgartown, MA, 1985), actriu de teatre i cinema, guionista i dramaturga que començà actuant a Broadway als 19 anys i guanyà molta fama pels seus papers en pel·lícules quan era septuagenària i octogenària, com ara la pel·lícula Harold and Maude (1971). Rebé nombrosos guardons.
- Jack Lemmon (Newton, MA, 1925 - Los Angeles, Califòrnia, 2001), actor de cinema i televisió i músic.
- Leonard Nimoy (Boston, 1931), actor americà de cinema, director, poeta, músic i fotògraf, fill de jueus ucraïnesos d'Iziàslav, óblast de Volyn, és famós per la seva part com a Spock a Star Trek.
- Paul Michael Glaser (Cambridge, MA, 1943), actor de cinema i televisió, famós per la sèrie dels 1970, Starsky & Hutch.
- Paul Guilfoyle (Boston, MA, 1949), actor de teatre, cinema i televisió.
- James Remar (Boston, 1953), actor de cinema, televisió i doblatge.
- James Spader (Boston, 1960), actor americà de cinema i televisió guanyador de tres premis Emmy.
- Marcia Cross (Marlborough, MA, 1962), actriu de televisió, coneguda pels seus papers protagonistes a les sèries Melrose Place (1992-1997) i Desperate Housewives (2004-2012).
- John Michael Higgins (Boston, MA, 1963), actor de teatre, cinema i televisió i humorista (actor còmic).
- Lisa Edelstein (Boston, 1966), actriu de cinema / televisió.
- Rachel Dratch (Lexington, MA, 1966), actriu de cinema i televisió, humorista (actriu còmica) i escriptora, coneguda pels seus papers a Saturday Night Live, etc.
- Jeff Corwin (Jeffrey Scott Corwin, Norwell, MA, 1967), biòleg, ecologista i presentador del programa televisiu "Animal Planet".
- Louis C.K. (Washington DC, 1967), còmic (comèdia verbal) i actor que es va criar a Newton (MA) a partir dels 7 anys.[60]
- Connie Britton (Boston, MA, 1967), actriu de cinema i televisió i cantant.
- Matt LeBlanc (Newton, MA, 1967), actor de cinema i televisió, productor i còmic (comèdia verbal).
- Guinevere Turner (Boston, 1968), actriu, directora i guionista.
- Matt Damon (Cambridge, MA, 1970), actor de cinema i guionista.
- Bridget Moynahan (Binghamton, estat de Nova York, 1971), model i actriu de cinema, es va criar i va començar la seva carrera a Massachusetts.
- Ben Affleck (Berkeley, Califòrnia, EUA, 1972), actor de cinema, cineasta, guionista i productor de cinema, es va criar a Massachusetts.
- Elizabeth Maresal Mitchell o Elizabeth Banks (Pittsfield, MA, 1974), actriu de cinema i televisió, guionista, directora productora.
- Anne Dudek (Boston, 1975), actriu de cinema i televisió.
- Casey Affleck (Falmouth, MA, 1975), actor de cinema, productor, guionista i muntador.
- Jonathan Togo (Rockland, MA, 1977), actor de cinema i teatre
- Chris Evans (Sudbury, MA, 1981), actor de cinema i televisió.
- Erik Per Sullivan (Worcester, MA, 1991), actor televisiu

#### Esportistes
- Harry Nelson Pillsbury (Somerville, MA, 1872 - 1906), jugador d'escacs.
- Weaver Warren Adams (Dedham, MA, 1901 – Cedar Grove, Nova Jersey, 1963), mestre d'escacs i reconegut escriptor d'escacs i teòric d'obertures.
- Rocky Marciano (Rocco Francis Marchegiano, Brockton, MA, 1923 - Newton, Iowa, 1969), boxejador estatunidenc
- John Cena (West Newbury, MA, 1977), lluitador professional, també actor i cantant
- Alicia Sacramone (Boston, MA, 1987), gimnasta (gimnàstica artística)

#### Científics
- Eli Whitney (Westborough, MA, 1765 – New Haven, Connecticut, 1825), inventor conegut per haver inventat la desmotadora del cotó.
- Maria Mitchell (Nantucket, MA, 1818 - Lynn, MA, 1889), astrònoma, la primera dona americana que es va dedicar professionalment a l'astronomia. L'any 1847 va descobrir un cometa que porta el seu nom.
- Elias Howe, Jr. (Spencer, Ma, 1819 – Brooklyn, Nova York, 1867), inventor i pioner en la tècnica relacionada amb les màquines de cosir, els seus esforços empresarials amb el seu invent van fracassar al principi a causa de l'èxit de la còpia de les seves idees que va fabricar un altre empresari, l'Isaac Singer.
- Alexander Graham Bell (Edimburg, Escòcia, 1847 – Beinn Bhreagh, Nova Escòcia (Canadà), 1922), científic, enginyer i inventor conegut per haver desenvolupat el primer telèfon pràctic. Vinculat amb Massachusetts (es va instal·lar a Boston).
- Williamina Paton Stevens Fleming (Dundee, Escòcia, 1857 - Boston, MA, 1911), astrònoma estatsunidenca d'origen escocès i "computadora" de la Universitat Harvard.
- Les computadores de Harvard, contractades per a fer feines de computació i astronomia a partir del 1877.[61]
- Henrietta Swan Leavitt (Lancaster, MA, 1868 – Cambridge, MA, 1921), astrònoma.
- Frederick E. Olmsted (San Francisco, Califòrnia, 1911 - Falmouth, MA, 1990), muralista i escultor que després esdevingué biofísic i treballà per l'Institut Oceanogràfic de Woods Hole, Massachusetts, dissenyant equipament. Fou rebesnet de l'arquitecte paisatgista Frederick Law Olmsted.
- Timothy Leary (Springfield, MA, 1920 – Los Angeles, Califòrnia, 1996), psicòleg i escriptor que promocionà públicament l'ús de drogues psicodèliques i es convertí en una figura coneguda de la contracultura dels anys seixanta. Va ser "un heroi de la consciència nord-americana", segons Allen Ginsberg, i Tom Robbins el va qualificar de "valent neuronauta".
- Eunice Kennedy Shriver (Brookline, MA, 1921 – Hyannis, MA, 2009), sociòloga i fundadora del Campament Shriver (Camp Shriver) d'esports, precursor dels Jocs Olímpics Especials (Special Olympics) per a persones amb diversitat funcional el 1962. El 1968, fundà els Special Olympics (Jocs Olímpics Especials). Germana de John F. Kennedy.
- Noam Chomsky (Filadèlfia, Pennsilvània, 1928), lingüista, filòsof, científic cognitiu, activista polític i autor, està vinculat amb MIT
- Jeff Corwin (Jeffrey Scott Corwin, Norwell, MA, 1967), biòleg, ecologista i presentador del programa televisiu "Animal Planet"

#### Natius americans
- Passaconaway ("Fill de l'Ós", nascut entre 1550 i 1570 - mort ca. 1679), xaman i satxem dels pennacook, fou una figura important en la història colonial. Es movia entre el que esdevindrien Nou Hampshire, Massachusetts i Maine.
- Nanepashemet (mort el 1619 a Massachusetts), Gran Sàtxem (cap) de la Confederació dels Pawtucket fins a la seva mort a mans dels tarratins, governà sobre gran part de l'actual nord-est de Massachusetts. Després de la seva mort, el va succeir la seva dona, coneguda tan sols pel seu títol, Squaw Sàtxem.
- Squaw Sàtxem (Squaw Sachem, morta el 1650 prop de Winchester, MA), va esdevenir sàtxem o cap massachusett (wampanoag?) de la Confederació Pawtucket el 1619, quan es va morir el seu company i sàtxem, Nanepashemet. Les malalties i altres calamitats que decimaven la seva tribu la van fer decidir a vendre algunes de les seves terres als colons o intercanviar-les per productes (cosa que, per altra part, no era gaire estrany en aquell temps). D'ella, els colons van obtenir títols sobre Winchester, Cambridge, Watertown, Concord i altres territoris.[62][63][64]
- Tisquantum (conegut també com a Squanto, ca. 1580 – Chatham, MA, 1622), guerrer patuxet, fou guia, traductor, diplomàtic i assistent clau en la supervivència dels colons anglesos durant el seu primer hivern i després a la colònia de Plymouth.
- Samoset (a vegades mencionat com a Somerset, ca. 1590 – 1653), primer natiu americà en contactar amb els colons anglesos. El 1621, els colons es van quedar de pedra quan el Samoset, de la tribu dels abenaki, va entrar tranquil·lament al seu assentament de Plymouth i els va donar la benvinguda en anglès, idioma que havia après d'un anterior grup d'anglesos que havien arribat a la costa de l'actual Maine.
- Massasoit (Gran sàtxem o cap), títol sota el qual fou conegut Woosamequin (Ploma Groga, m. 1660), cap dels wampanoag, esmentat pels anglesos per primer cop el 1619, es va aliar amb els anglesos contra els narragansett el 1621 i va ser clau per a la supervivència de la colònia de Plymouth.
- Wamsutta (Alexander, m. 1662), cabdill wampanoag, fill gran del cap Massassoit i germà de Metacomet; va succeir el seu pare com a sàtxem (cap) dels wampanoag el 1660.
- Caleb Cheeshahteaumuck (? - Watertown, Ma, 1666), un wampanoag de Martha's Vineyard, completà els seus estudis a la Universitat Harvard el 1665, convertint-se en el primer natiu americà en obtenir un títol d'aquesta institució. Morí de tuberculosis menys d'un any més tard.
- Metacomet, anomenat també Rei Felip ("King Philip", ca. 1639 – executat a Bristol, Rhode Island, el 1676), sàtxem (cap) dels wampanoag. Fill de Massassoit i germà de Wamsutta, el va succeir el 1662. El 1671 va signar el tractat de Taunton com a mostra de bona voluntat amb els colons blancs. Més tard, s'alià amb diverses altres tribus de la contrada (els narragansett, nipmuc i pennacook) i lliurà guerra als colons el 1675.
- Crispus Attucks - vegeu sota "activistes.

#### Polítics

##### «Pares Fundadors»
D'entre la gent considerada els «Pares Fundadors dels Estats Units» (Founding Fathers of the United States), és a dir, els que van firmar la Declaració d'Independència, i els que van elaborar la Constitució, s'hi troben els següents personatges de Massachusetts:
- Benjamin Franklin (Boston, Província de Massachusetts Bay, 1706 – Philadelphia, PA, 1790), autor, editor, pensador del camp de la teoria política, home polític, científic, inventor, satíric, activista i home diplomàtic, és conegut sobretot com un dels "Pares Fundadors dels EUA" (Founding Fathers of the United States of America) i un dels firmants de la Declaració de la Independència i contribuents a la creació de la Constitució dels Estats Units d'Amèrica.
- Samuel Adams (Boston, 1722- Cambridge, MA, 1803)
- John Adams (1735 – 1826, vegeu sota "Presidents"), polític i filòsof polític, participà en la Guerra d'Independència dels Estats Units i en els congressos per elaborar la Constitució.
- John Hancock (Braintree, actual Quincy, MA, 1737 - Boston, 1793), mercader, polític i participant en la Guerra d'Independència dels Estats Units, és popularment conegut per la seva enorme firma a la Declaració d'Independència, fins al punt que el seu nom ha esdevingut sinònim de "firma" als EUA.
- Elbridge Gerry (Elbridge Thomas Gerry, Marblehead, MA, 1744 – Washington DC, 1814), polític i diplomàtic estatsunidenc. Cinquè vicepresident dels EUA, conegut per haver firmat la Declaració d'Independència però haver refusat de firmar la Constitució perquè no contenia cap declaració de drets. També conegut per una pràctica política anomenat "gerrymandering" en honor seu, consistent en dibuixar els districtes electorals de forma favorable a un partit.

##### Presidents dels EUA
- John Adams (Braintree, actual Quincy, Província de Massachusetts Bay, 1735 – Quincy, MA, 1826), 2n president dels EUA (1797–1801) i 1r vicepresident
- John Quincy Adams (Braintree, actual Quincy, Província de Massachusetts Bay, 1767 – Washington DC, 1848), 6è president dels EUA (1825-1829)
- Calvin Coolidge (Plymouth, Vermont, 1872 – Northampton, MA, 1933), 30è president dels EUA (1923–1929)
- John F. Kennedy (Brookline, MA, 1917 – assassinat a Dallas, Texas, 1963), 35è president dels EUA (1961-1963)

##### Altres polítics
- els Kennedy
- John Kerry (John Forbes Kerry, Aurora, Colorado, 1943), senador per l'estat de Massachusetts (des del 1985), fou el candidat del partit Demòcrata a les eleccions presidencials del 2004, va perdre front a George W. Bush per 34 vots electorals.
- Martha Mary Coakley (Pittsfield, MA, 1953), la Fiscal General de l'estat de Massachusetts (començant el 2007).
- Deval Patrick (Deval Laurdine Patrick, Chicago, Illinois, 1956), 71è governador de l'estat de Massachusetts, va entrar en funcions el 2007. És del partit Demòcrata i és el primer governador afroamericà de l'estat, i només el segon afroamericà elegit com a governador d'un dels 50 estats.[65][66][67]
- Jane Swift (Jane Maria Swift, North Adams, MA, 1965), política, fou governador lloctinent (la posició just per sota del governador) de l'estat (1999-2003) i governador interí de l'estat de Massachusetts (2001-2003). Quan va entrar en funcions com a governadora, era la persona més jove del país de mai haver ostentat el càrrec de governador d'un estat. Fou la primera i única dona en el càrrec de governador a l'estat de Massachusetts.

#### Activistes
- Crispus Attucks (Framingham, colònies americanes, ca. 1723 – Boston, colònies americanes, 1770), individu d'origen africà i wampanoag, va ser assassinat durant la "Massacre de Boston" o "rebombori de Boston" (Boston Massacre o Boston Riot). És considerat el primer màrtir de la Guerra d'Independència.
- Elizabeth Freeman, coneguda com a Mum Bett (ca. 1742? – 1829), esclava a Sheffield que va guanyar la seva llibertat el 1781, portant el seu cas davant d'un tribunal a Great Barrington i amparant-se en la constitució de l'estat, que indicava que tots els individus havien nascut lliures i en igualtat (all human beings are born free and equal).[68]
- Quock Walker (Comtat de Worcester, Massachusetts, 1753-?), esclau que va guanyar la seva llibertat el 1781, portant el seu cas davant d'un tribunal al Comtat de Worcester i amparant-se en la constitució de l'estat, que indicava que "tots els homes han nascut lliures i en igualtat ("all men are born free and equal").[69]
- William Lloyd Garrison (Newburyport, MA, 1805 - Nova York, 1879), prominent abolicionista, periodista i reformador social estatsunidenc.
- Abby Kelley Foster (també Abby Kelley, Pelham, MA, 1811 – Worcester, MA, 1887), activista abolicionista (contra l'esclavitud), sufragista (dret de la dona la vot), feminista i reformista social radical activa entre les dècades de 1830 a 1870.
- Lewis Hayden (Lexington, Kentucky, 1811 – Boston, 1889), líder afroamericà, esclau fugitiu, abolicionista, home de negocis i home polític, va servir de representant de Boston a la Legislatura de l'estat de Massachusetts a partir del 1873, i de Missatger del Secretari de l'Estat del 1859 fins a la seva mort.[70][71]
- Shadrach Minkins (Norfolk, Virgínia, 1814? - Mont-real (Canadà), 1875), esclau fugitiu. Va escapar de l'esclavitud el 1850 i es va establir a Boston, trobant feina de cambrer. Aquell mateix any, el Congrés dels EUA va promulgar la Llei dels esclaus fugitius (Fugitive Slave Law), que permetia que agents federals poguessin capturar esclaus fugitius vivint en estats lliures com Massachusetts i tornar-los a l'esclavitud. Va ser rescatat per força per un grup d'abolicionistes i es va poder escapar fins al Canadà a través del "Ferrocarril clandestí" ("Underground Railroad").[72]
- Lucy Stone (West Brookfield, MA, 1818 – Boston, 1893), activista abolicionista, sufragista i feminista.
- Susan B. Anthony (Susan Brownell Anthony, Adams, MA, 1820 – Rochester, estat de Nova York, 1906), una de les activistes pro drets dels afroamericans i drets de la dona més prominents de la història dels EUA, líder clau del moviment sufragista i també involucrada amb els abolicionistes.
- Robert Morris, Sr. (Salem, Ma, 1823 – Boston, 1882), el segon afroamericà a ser admès com a advocat professional a Massachusetts i un dels primers afroamericans al país a exercir la professió, fou un abolicionista i lluitador pels drets civils.[73][74]
- Anthony Burns (comtat de Stafford, Virgínia, 1834 – Saint Catherine's, Ontario (Canadà), 1866), esclau fugitiu de Virgínia que va trobar feina a Boston, on el seu propietari el va capturar el 1854, i partir d'allí hi va haver una gran lluita campal (avalots, un assassinat) entre els abolicionistes i les "forces de l'ordre" a Boston. Al final, va ser enviat de nou a Virgínia com a esclau, però uns abolicionistes de Massachusetts van poder captar els fons per comprar-li la seva llibertat.[75]
- W.E.B. Du Bois (William Edward Burghardt Du Bois, Great Barrington, MA, 1868 – Accra, Ghana, 1963), líder de la comunitat afroamericana dels EUA, activista pels drets civils, sociòleg, historiador i autor (vegeu també sota escriptors, i sota paratges històrics nacionals).
- Rachelle Slobodinsky Yarros (Berdýtxyv, óblast de Jitòmir, Ucraïna, Imperi Rus, 1869 – San Diego, Califòrnia, 1946), metge, pedagoga, feminista i activista. Va ser la primera dona a cursar estudis a l'Institut de Metges i Cirurgians de Boston (College of Physicians and Surgeons of Boston), es va llicenciar a Pennsilvània. Després va treballar a l'Hospital de Nova Anglaterra per a Dones i Infants a Boston abans de mudar-se a Chicago, on continuà treballant de metge i de professora. Era proponent de l'educació sexual i el control de natalitat.
- Helen Keller (Tuscumbia, Alabama, 1880 - Easton, Connecticut, 1968) fou una activista, escriptora i professora nord-americana sordcega. Va ser la primera persona sordcega a obtenir una llicenciatura universitària. Va estudiar primer (a partir dels 8 anys) a una escola famosa per a cecs de Boston, sota la tutela de l'Anne Sullivan (i on va coincidir amb la Laura Bridgman), i després d'una breu estada d'estudis a Nova York, va llicenciar-se a Radcliffe College, la contrapartida femenina de la Universitat Harvard. Va ser una autora prolífica, i va fer campanyes intenses en contra de la guerra, pel sufragi femení, els drets dels treballadors i el socialisme.
- Timothy Leary (Springfield, MA, 1920 – Los Angeles, Califòrnia, 1996), psicòleg que promocionà l'ús de drogues psicodèliques, figura coneguda de la contracultura dels anys seixanta. Vegeu també sota "científics".
- Eunice Kennedy Shriver (Brookline, MA, 1921 – Hyannis, MA, 2009), sociòloga i activista pels drets i recursos per les persones amb discapacitat mental, i fundadora dels Jocs Olímpics Especials (Special Olympics). Vegeu també sota "científics".
- Malcolm X (Malcolm Little, Omaha, Nebraska, 1925 - assassinat a Nova York, 1965), activista pels drets humans i els drets dels afroamericans. Va ser portaveu estatsunidenc del grup conegut com a Nació de l'Islam (NOI) i fundador de la Muslim Mosque, Inc. i de l'Organització d'Unitat Afroamericana (Organization of Afro-American Unity). Vinculat amb Massachusetts - a partir dels 10 anys va viure a Boston i d'adult hi va passar diverses temporades.
- Noam Chomsky (Filadèlfia, Pennsilvània, 1928), lingüista, filòsof, científic cognitiu, activista polític i autor, està vinculat amb MIT. Vegeu també sota "científics".
- Gene Sharp (North Baltimore, Maryland, 1928 – Boston, 2018) va ser un professor de ciències polítiques i proponent de la lluita no violenta que vivia a Boston.
- Abbie Hoffman (Abbot Howard Hoffman, Worcester, MA, 1936 – Solebury Township, Pennsilvània, 1989) activista polític i social dels anys 1960 actiu en moviments contraculturals, un dels fundadors del Partit Internacional de la Joventut (Youth International Party) o «Yippies», es va interessar per l'anarquisme, el marxisme, el teatre de guerrilla, etc. i va escriure el llibre Roba aquest llibre (Steal This Book, 1971).

#### Filòsofs, anarquistes
- Josiah Warren (Boston, 1798–1874), anarquista (anarcoindividualisme), inventor, músic i autor, sovint considerat el primer anarquista estatsunidenc.
- Lysander Spooner (Athol, Ma, 1808 – Boston, 1887), anarquista (anarcoindividualisme), llibertari, filòsof polític, autor, deista, abolicionista, adherent al moviment obrer, teorètic legal i emprenedor.
- Henry David Thoreau (Concord, MA, 1817 – 1862), vegeu a dalt sota "Escriptors".
- William B. Greene (William Batchelder Greene, Haverhill, MA, 1819 – Weston-super-Mare, Somerset, Anglaterra, Gran Bretanya, 1878), anarquista (anarcoindividualisme) i teòric, abolicionista, sufragista i feminista, també fou soldat i capellà de l'església Unitària. Es casà amb la també sufragista, abolicionista i anarquista, Anna Blake Shaw, que esdevingué Anna Shaw Greene. En Greene promocionà el concepte de la banca lliure o la banca mutualista. A vegades anomenat el Proudhon estatsunidenc. Va escriure uns 4 o 5 llibres i molts pamflets i assaigs.[76][77][78]
- Ezra Heywood (Princeton, MA, 1829 – Boston?, 1893), anarquista (anarcoindividualisme), abolicionista i feminista, proponent de l'amor lliure.
- Benjamin R. Tucker (Benjamin Ricketson Tucker, South Dartmouth, MA, 1854 - Mònaco, 1939), anarquista (anarcoindividualisme), periodista i fundador del periòdic llibertari Liberty (de Boston).

#### Magnats, comerciants
- Hetty Green (nom de naixement: Henrietta Robinson, Henrietta Howland Robinson, New Bedford, MA, 1834 - Nova York, 1916), de malnom: "la bruixa de Wall Street" ("The Witch of Wall Street"), dona de negocis, magnat de la borsa estatsunidenca coneguda per la seva reputada frugalitat durant l'Era daurada o Gilded Age i per ser la primera dona a tenir un impacte seriós a Wall Street. Va heretar una fortuna del seu pare, comerciant i propietari d'una flota de vaixells dedicats a la caça de la balena.

#### Altres

##### Altres personatges històrics
- Lydia Chapin Taft (Mendon, Colònia de Massachusetts, 1712 - Uxbridge, Massachusetts, EUA Revolucionari, 1778), més coneguda simplement com a Lydia Taft, fou la primera dona a votar legalment als EUA, en una reunió municipal el 1756, precedint la legalització del vot de la dona als EUA (el 1920) per 164 anys. Abans de la seva mort, va votar oficialment com a mínim en dues altres ocasions també. Forma una fita rellevant en la història del moviment sufragista.[79]
- Paul Revere (Boston, 1735 – 1818), argenter i participant en la Guerra d'Independència dels Estats Units, conegut per haver contribuït a organitzar un sistema de vigilància per controlar els moviments de les forces britàniques (usant llanternes i campanars, entre d'altres mètodes), i per haver portat les notícies de la imminent arribada dels britànics a Concord i Lexington, ajudant a assegurar la victòria pels rebels. El missatge el va portar en persona la nit del 18-19 d'abril 1775, cavalcant a mitjanit des de Boston fins a Concord, acció coneguda com el "midnight ride" (cavalcada de mitjanit). D'acord amb la història popular, anava cridant "The redcoats are coming!" ("Ja venen els vermells!", pel color de l'uniforme britànic).
- Laura Bridgman (Hanover, Nou Hampshire, 1829 – Boston, 1889) va ser la primera sordcega en cursar estudis secundaris als Estats Units (a Boston) i la primera en obtenir notorietat internacional, cinquanta anys abans que no ho fes la Helen Keller. Va viure una gran part de la seva vida a Boston, a partir dels 8 anys.
- Anne Sullivan (Agawam, Massachusetts, 1866 - Queens, ciutat de Nova York, 1936) va ser una pedagoga nord-americana amb visibilitat reduïda, famosa com a mestre i companya de la Helen Keller a una coneguda escola per cecs de Boston.

##### Altres
- Julia Child (nom de soltera: Julia McWilliams, Pasadena, Califòrnia, 1912 - Montecito, Califòrnia, 2004), cuinera de gran renom, es va establir a Cambridge el 1961 i va començar a guanyar fama a Cambridge i Boston, on va publicar el seu primer llibre de cuina (el 1961) i des d'on feia el seu programa televisiu pel canal WGBH el 1963.

### Àrees protegides, conjunts històrics i museus

#### Xarxa de parcs i paratges històrics nacionals
Com a part de la xarxa de parcs i paratges històrics nacionals hi ha els següents conjunts:
- Parc Històric Nacional dels Adams (Adams National Historic Park)[80] a Quincy (a 10 km de Boston). Dedicat a personatges de la família com ara John Adams, Abigail Adams, John Quincy Adams o Louisa Catherine Adams.
- Paratge Històric Nacional dedicat a W.E.B. Du Bois (W.E.B. Du Bois National Historic Site), paratge dedicat als llocs del Comtat de Berkshire que influïren i foren influenciats per aquest activista, escriptor i pensador afroamericà fundador del NAACP (vegeu també més amunt sota autors i sota activistes).[81]
- Paratge Històric Nacional Afroamericà de Boston (Boston African American National Historic Site)[82] - dedicat a la comunitat d'afroamericans lliures de Boston que lideraren la lluita contra l'esclavitud i la injustícia el segle xix.
- Àrea Recreativa Nacional de les Illes del Port de Boston (Boston Harbor Islands National Recreation Area)[83] - un conjunt d'illes que conformen un espai natural i històric.
- Parc Històric Nacional de Boston (Boston National Historic Park)[84] - parc històric dins la ciutat de Boston, centrat en el port però que s'estén per la ciutat seguint el "Camí de la Llibertat" (Freedom Trail), i enfocat cap a la Revolució Americana.
- Paratge Històric Nacional de Frederick Law Olmstead (Frederick Law Olmstead National Historic Site)[85] - parc dedicat a aquest arquitecte paisatgista pioner pel paisatgisme arquitectònic als EUA.
- Paratge Històric Nacional de John Fitzgerald Kennedy (John Fitzgerald Kennedy National Historic Site)[86] - a la casa on va néixer el president.
- Paratge Històric Nacional de la Casa de Longfellow - El Quarter General de Washington[87] (Longfellow House - Washington's Headquarters National Historic Site) - la casa del poeta Henry Wadsworth Longfellow a Cambridge, tocant a Boston, que també va servir de quarter general per a George Washington durant el setge de Boston (Revolució Americana).
- Parc Històric Nacional de Lowell (Lowell National Historic Park)[88] - dedicat a la revolució industrial i les fàbriques de tèxtil que poblaven la ciutat de Lowell, a la confluència dels rius Merrimack i Concord.
- Parc Històric Nacional del Minute Man (Minute Man National Historic Park)[89] - dedicat als indrets on va haver-hi les primeres batalles de la Revolució Americana, a Lexington, Concord i Lincoln, i als milicians (anomenats Minutemen) que hi van participar.
- Parc Històric Nacional de la Caça de Balenes de New Bedford (New Bedford Whaling National Historic Park)[90] - dedicat a la indústria de la caça de la balena del segle xix, que tingué un punt neuràlgic a New Bedford, on treballà Herman Melville de caçador de balenes i on va situar les primeres escenes de la seva novel·la Moby Dick.
- Paratge Històric Nacional Marítim de Salem (Salem Maritime National Historic Site)[91] - al poble de Salem i centrat en el comerç marítim i els ports colonials dels EUA durant els segles XVIII i xix.
- Paratge Històric Nacional de la Siderúrgia de Saugus (Saugus Iron Works National Historic Site)[92] - a Saugus, a les vores del riu homònim, va sorgir la indústria primerenca de la siderúrgia estatsunidenca el segle xvii - es pot visitar el conjunt, on encara fan funcionar algunes màquines antigues.
- Paratge històric nacional de l'Armeria de Springfield (Springfield Armory National Historic Site)[93] - la fàbrica d'armes de Springfield (de 1794 a 1968)
- Corredor de patrimoni nacional de la Vall del Riu Blackstone (John H. Chafee Blackstone River Valley National Heritage Corridor), compartit entre Massachusetts i Rhode Island al llarg del riu homònim, és considerat el bressol de la Revolució Industrial als EUA, amb les seves fàbriques de cotó.[94]
- etc.

#### Pobles museu, museus a l'aire lliure
- Poblat Shaker de Hancock (Hancock Shaker Village)[95] - a Hancock, als Berkshires (a l'oest de l'estat), un poblat on vivien una comunitat de Shakers (comunitat religiosa puritana similar als Quakers o Quàquers), fent agricultura i ramaderia, i on creaven els seus mobles originals i preuats i conreaven herbes aromàtiques, etc. Es poden visitar els edificis, fins i tot una pallissa / estable rodona - amb actors que recreen l'ambient de l'època.
- La Plantació de Plimoth (Plimoth Plantation)[96] - reconstrucció de la colònia de Plymouth del segle xvii, un dels primers assentaments d'anglesos al que esdevindria els EUA i seu dels anomenats "pares pelegrins" (Pilgrim Fathers). Hi ha també la recreació del vaixell Mayflower, que hi va atracar el 1620.
- Poble Vell de Sturbridge (Old Sturbridge Village)[97] - recreació de la vida en un poble de Nova Anglaterra els segles XVIII i xix
- etc.

#### Museus, cases-museu i centres culturals
- Els molts museus de Boston i la seva àrea metropolitana.
- Els museus de les universitats de l'àrea metropolitana de Boston, com ara els museus de la Universitat Harvard, a Cambridge.
- Tres museus d'art importants al sector septentrional dels Berkshires, a l'oest de l'estat:
  - Massachusetts Museum of Contemporary Art (MASS MoCA), museu d'art contemporani a North Adams, no gaire lluny de Williamstown. Ocupa l'edifici d'una antiga empremta.
  - Clark Art Institute ("The Clark") - museu d'art conformada per una extensa i important col·lecció privada, a Williamstown.
  - Williams College Museum of Art (WCMA), el museu d'art de la petita universitat o college de Williams, a Williamstown.
- Chesterwood[98] - Casa-museu amb taller i jardins de l'escultor Daniel Chester French (1850-1931), que va fer algunes de les escultures oficials més importants a Washington DC. Es troba a Stockbridge, als Berkshires, a l'oest de l'estat.
- Museu de Norman Rockwell - museu d'art al poble de Stockbridge (als Berkshires), a l'oest de l'estat, dedicat a l'artista conegut (il·lustrador costumista amb humor i ironia, vegeu a dalt sota artistes) que s'hi passà els últims 25 anys de vida en aquest municipi. Conté 998 pintures i dibuixos originals de l'artista, cosa que el fa la major col·lecció d'obres d'aquest autor.[49]
- The Mount, la casa de l'escriptora Edith Wharton, a Lenox (els Berkshires), a ponent de l'estat. La casa senyorial fou dissenyada per Edith Wharton i completada el 1902. Paratge històric nacional i centre cultural.[99]
- Arrowhead, casa-museu de l'escriptor Herman Melville, a la finca (granja) de Pittsfield (els Berkshires) on va escriure Moby Dick i tres novel·les més, a part d'una bona dosi de narrativa, articles per revistes i un xic de poesia abans d'haver d'abandonar el lloc estimat per falta d'èxit literari durant la seva vida i, per tant, per falta de fons. Es va veure abocat a buscar-se la vida en un altre lloc (treballant en una oficina a Nova York). La casa-museu allotja la Societat Històrica del Comtat de Berkshire (Berkshire County Historical Society).[47]
- Naumkeag, casa senyorial i jardins del matrimoni Choate (Joseph Choate, advocat de Nova York i ambaixador dels EUA a Gran Bretanya), del 1884, construïda pels coneguts arquitectes McKim, Mead & White. Es troba al poble de Stockbridge (als Berkshires).
- Frelinghuysen Morris House & Studio - casa i estudi dels pintors i escultors cubistes, abstractes i avantguardistes Suzy Frelinghuysen i George L. K. Morris (vegeu les entrades més amunt). L'arquitectura racionalista dels anys 30 i 40 allotja aquest museu dedicat a la parella d'artistes.[50][100]
- Jacob's Pillow, important centre de dansa i festival fundat el 1931 al poblet de Becket, als Berkshires.[101]
- Tanglewood Music Center, important centre de música clàssica al poblet de Lenox, als Berkshires, fundat el 1937, on estiueja l'Orquestra Simfònica de Boston i hi fa concerts interiors i exteriors.[102]
- etc.

### Parcs i paratges naturals
També hi ha una densa xarxa de parcs naturals estatals, i alguns conjunts nacionals, com ara:
- part del Sender dels Apalatxes (Appalachian Trail),[106] que travessa les muntanyes Apalatxes de nord a sud dels EUA (o a l'inrevés), que a Massachusetts passa pels Berkshires, a ponent;
- la Costa Nacional del Cap Cod (Cape Cod National Seashore)[107] - espai natural que comprèn les costes de la península de Cape Cod.
- el paratge natural d'interès nacional de Bartholomew's Cobble (Bartholomew's Cobble National Natural Landmark) - 1,33 km² (329 acres) amb dos turons ubicats als municipis d'Ashley Falls i Sheffield, als Berkshires, a la frontera amb l'estat de Connecticut. Va ser designat paratge natural nacional el 1971 per la seva impressionant biodiversitat en flora, especialment falgueres i flors boscanes i de prat. El lloc és conegut també per les seves vistes dels Apalatxes, les Muntanyes Tacònic i la plana d'inundació del riu Housatonic.[108][109][110]
- etc.

(Vegeu també a dalt, l'Àrea Recreativa Nacional de les Illes del Port de Boston.)

## Massachusetts en la cultura popular
Massachusetts apareix en la cultura popular de diverses maneres, com ara en cançons:
- El grup manx the Bee Gees van publicar la cançó «Massachusetts», de gran èxit, l'any 1967, que va ser inclosa a l'àlbum Horizontal l'any següent. Curiosament, a l'hora d'escriure-la, no hi havien estat mai, a Massachusetts.[111]
- Arlo Guthrie va escriure la balada satírica parlada i musicada d'«Alice's Restaurant» (1967) als Berkshires, on també està ambientada.
- La cançó «Sweet Baby James» (1970), de James Taylor, escrit per al seu nebot nounat, en James Richmond Taylor, mentres el cantautor conduïa des dels Berkshires de Massachusetts, on visitava a Arlo Guthrie, fins a Carolina del Nord a veure l'infant en un viatge d'unes 20 hores, parla de Massachusetts en una de les estrofes més memorables[112][113][114] i sovint és coneguda, d'entre les seves obres, com «la cançó de Massachusetts».